# EWE Baskets Oldenburg
Die EWE Baskets sind ein Basketballverein aus Oldenburg, die 2001 aus der Basketballabteilung des Oldenburger Turnerbund (OTB) entstand. Namenssponsor ist die EWE AG, das fünftgrößte Energieversorgungsunternehmen Deutschlands. In der Saison 2008/09 der Basketball-Bundesliga gewannen die Oldenburger erstmals die Deutsche Meisterschaft.

## Geschichte

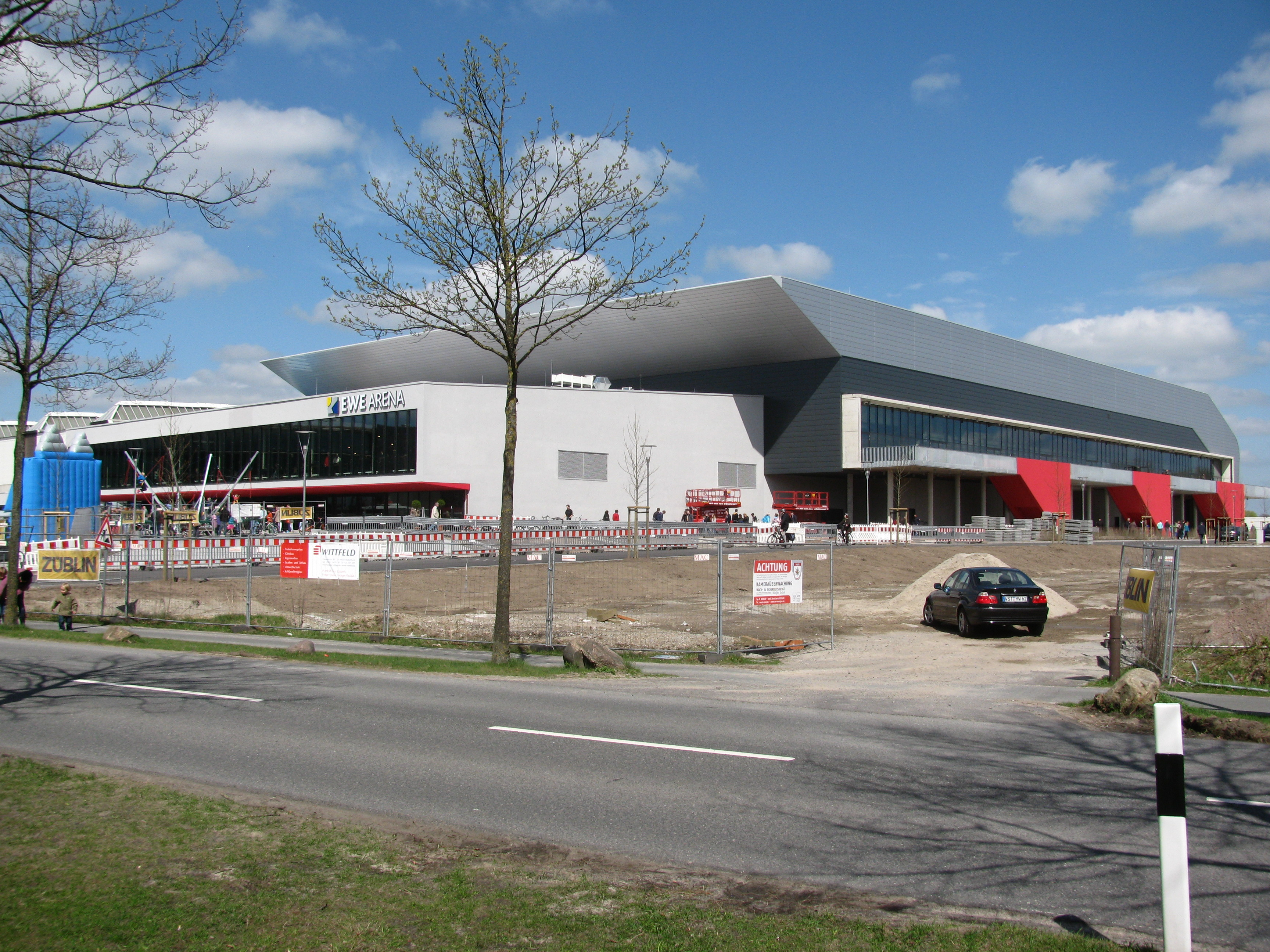
Die Große EWE Arena, seit April 2013 Heimspielstätte der Baskets

Beim OTB (Oldenburger Turner Bund) wird seit 1954 Basketball gespielt, 1964 wurden die Männer des OTB Meister der damals höchsten Liga des DBB, der Oberliga Nord (einschließlich Mannschaften aus West-Berlin). 1966 gehörte der OTB zu den zwanzig Gründungsmitgliedern der Basketball-Bundesliga (BBL), 1971 kam es zum Abstieg aus der BBL. Danach folgten 1985/86 und 1987/88 noch zwei Erstliga-Teilnahmen, ansonsten war der Verein in der Zweiten Liga oft vorne dabei. 1998 erfolgte die Gründung der Baskets Oldenburg GmbH & Co. KG. Zur Saison 1999/2000 wurde der slowakische Trainer Ivan Vojtko verpflichtet, mit dem innerhalb von zwei Jahren der Aufstieg in die Bundesliga umgesetzt werden sollte. Vojtko führte die Mannschaft (damals noch Oldenburger TB) um Pavel Bečka, André Bade, Jens Schaefermeyer und Brent Wilson prompt in seinem ersten Amtsjahr zum Sprung in die Basketball-Bundesliga. Das Spieljahr 1999/2000 wurde mit 30 Siegen und vier Niederlagen (Haupt-, Aufstiegs- und Relegationsrunde) abgeschlossen.

### Meilensteine
- 1954: Gründung der Basketballabteilung im Oldenburger Turnerbund
- 1964: Meister der Oberliga Nord
- 1966: Gründungsmitglied der Basketball-Bundesliga (BBL)
- 1985: Aufstieg in die seit 1975 eingleisige 1. Basketball-Bundesliga, allerdings mit dem sofortigen Abstieg
- 1987: Erneuter Aufstieg: Auch hier nur ein Jahr 1. Basketball-Bundesliga
- 2000: Aufstieg in die 1. Basketball-Bundesliga
- 2001: Ausgründung der EWE Baskets Oldenburg
- 2002: Dritter Platz beim „Pokalendturnier“ in Berlin
- 2005: Einweihung der EWE-Arena an der Straßburger Straße als Spielstätte für Heimspiele
- 2009: Erreichen der Runde der besten 16 Mannschaften in der EuroChallenge
- 2009: Deutscher Meister
- 2009: Gewinner Champions Cup
- 2013: Deutscher Vizemeister; Dritter Platz im Endturnier der EuroChallenge
- 2013: Umzug in die Große EWE-Arena (6.000 Zuschauer)[3]
- 2015: Gewinn des BBL-Pokals[4][5]
- 2017: Deutscher Vizemeister

### 2000/01: Anfang nach der Bundesliga-Rückkehr
Nach dem Bundesliga-Aufstieg 2000 wurde der Stamm der Mannschaft gehalten und durch erfahrene ausländische Spieler (Mike Morrison, Rogério Fernandes) verstärkt. Der Mannschaftshaushalt betrug als Bundesliga-Neuling dem Fachblatt Basketball zufolge rund 1,5 Millionen D-Mark. Der OTB trug seine Heimspiele damals in der Halle Haarenesch (1400 Zuschauerplätze) aus, bereits in dieser Zeit wurde über einen möglichen Neubau einer Spielstätte gesprochen. Im Januar 2001 trennten sich die Oldenburger von Aufstiegstrainer Vojtko, nachdem man auf den letzten Tabellenplatz abgerutscht war, Manager Jens Brämer betreute die Mannschaft übergangsweise in einer Partie, dann übernahm der US-Amerikaner Anthony Taylor die Leitung und führte den OTB auf den elften Rang der Bundesliga-Hauptrunde sowie in der Abstiegsrunde zum Klassenerhalt.

### 2001 bis 2007: Neuer Name und Ära Don Beck
Im August 2001 wurde der neue Mannschaftsname bekannt gegeben: EWE Baskets Oldenburg. Damit ging auch eine Änderung der Farben und des Wappens sowie die Einrichtung eines neuen Internetauftritts einher. Zuvor hatte das Unternehmen EWE seine finanziellen Zuwendungen erhöht. Nach damaliger Einschätzung des Geschäftsführers der Oldenburger Bundesligamannschaft, Hermann Schüller, erhoffte man sich von der verstärkten EWE-Unterstützung, sich noch mehr der sportlichen Ziele widmen zu können, „um sich in der Riege der bundesweit besten Basketballmannschaften erfolgreich zu behaupten“.
Taylor musste Anfang März 2002 seinen Posten räumen, nachdem die Mannschaft vorher acht Spiele in Folge verloren hatte und auch die Verpflichtung des Spielers Tyron McCoy nicht die Wende brachte. Neuer Trainer wurde Taylors bisheriger Assistent Nenad Josipović. Der Kroate war bis zum Ende der Saison 2001/02, in der der Bundesliga-Verbleib gesichert wurde, im Amt.
Im Juli 2002 übernahm Don Beck die Verantwortung als Cheftrainer, der Vorstandsvorsitzende Hermann Schüller bezeichnete den US-Amerikaner als „richtigen Mann für die nächsten Jahre“. Als Zielstellung für das erste Jahr unter Beck wurde das Erreichen der Bundesliga-Meisterrunde ausgegeben. Beck setzte bei der Verstärkung des Aufgebots in der Sommerpause 2002 insbesondere auf US-Amerikaner (teils mit doppelter Staatsbürgerschaft), darunter Steven Hutchinson, Sean McCaw, Gary Gray und Anthony Grundy. Das Ziel wurde erreicht: Beck führte Oldenburg im Spieljahr 2002/03 auf den sechsten Platz der Hauptrunde, im Viertelfinale schied man gegen den niedersächsischen Rivalen Braunschweig aus. Ende Oktober 2002 beschloss der Rat der Stadt Oldenburg den Bau einer neuen Veranstaltungshalle, die auch den Basketballern als Heimstätte dienen sollte.
Beck führte Oldenburg 2003/04 auf den vierten Platz der Bundesliga-Hauptrunde, erneut kam man jedoch nicht über das Viertelfinale hinaus. 2004/05 zog man als Tabellensiebter in die Meisterrunde ein, war hier aber gegen den späteren Meister Bamberg machtlos.
Die Hauptrunde der Saison 2005/06 wurde mit dem achten Platz abgeschlossen, nachdem man neun der letzten zehn Saisonspiele verloren hatte, in den Playoffs schieden die Oldenburger mit 2:3 gegen Alba Berlin aus, wobei die Baskets beide Heimspiele in der EWE Arena gewannen.
Die Saison 2006/07 beendeten die Oldenburger auf dem neunten Rang und verpassten die Playoffs. Im BBL-Pokal war im Viertelfinale gegen Bremerhaven Schluss. Am 13. Mai 2007 beurlaubten die EWE Baskets ihren Trainer Don Beck, der bis dahin fünf Jahre für sie tätig war und grundlegenden Anteil an der Etablierung des Vereins in der oberen Tabellenhälfte hatte.

### Ab 2007: Mit Krunić zur Deutschen Meisterschaft
Am 23. Mai 2007 verpflichtete man mit Predrag Krunić einen neuen, im europäischen Basketball erfahrenen Trainer. Außerdem wurde mit Ausnahme Daniel Strauchs der komplette Kader ausgetauscht. Später wurde der Vertrag mit Krunić vorzeitig bis 2012 verlängert.
Die Hauptrunde der Saison 2007/08 beendeten die Baskets auf dem fünften Platz. In den Playoffs konnten sie erstmals den Rivalen aus Bamberg schlagen und gewannen die Viertelfinalserie bei nur einer Niederlage. In der folgenden Halbfinalserie unterlagen sie dem späteren Meister Alba Berlin mit 1:3, wobei ein Spiel in Berlin gewonnen werden konnte. Dies war bis dato der größte Erfolg der Vereinsgeschichte.
Die Hauptrunde der Saison 2008/09 beendete Oldenburg auf dem dritten Tabellenplatz. In den Playoffs schlug man Frankfurt im Viertelfinale mit 3:1 und Brose Baskets Bamberg im Halbfinale mit 3:0. Im Finale gewannen die Oldenburger mit 3:2 gegen Bonn und gewannen somit die Deutsche Meisterschaft. Bei ihrer ersten EuroChallenge-Teilnahme kamen sie unter die besten 16 Mannschaften und schlugen dort zweimal den späteren Sieger Virtus Bologna. Durch den Sieg der Deutschen Meisterschaft qualifizierten sie sich erstmals für die EuroLeague, die höchste Spielklasse Europas. Überragender Mann der 2009er Meistertruppe war der US-Amerikaner Jason Gardner, der als bester Spieler der Bundesliga-Saison 2008/09 ausgezeichnet wurde.
Die Saison 2011/12 konnten die EWE Baskets nicht wie erhofft gestalten. Trotz eines vermeintlich starken Kaders konnte die Mannschaft selten die Erwartungen erfüllen. Im März 2012 folgte nach einer Niederlage gegen Trier die Trennung von Trainer Krunić. Mit Ralph Held wurde der bisherige Assistent Krunićs bis Saisonende zu dessen Nachfolger. Doch der erhoffte Einzug in die Playoffs gelang nicht mehr.

### Ab 2012: Die Oldenburger unter Machowski
Zur Saison 2012/13 wurde Sebastian Machowski als neuer Trainer vorgestellt. Er war zuvor für die New Yorker Phantoms Braunschweig tätig gewesen. In seinem ersten Jahr bei den Oldenburgern wurde man Vizemeister. Des Weiteren erreichten die EWE Baskets Oldenburg in dieser Spielzeit erstmals das Endturnier des europäischen Vereinswettbewerbs EuroChallenge. Das Turnier wurde im türkischen Izmir ausgetragen. Nach einer knappen Niederlagen gegen den Gastgeber im Halbfinale erreichte Oldenburg den dritten Platz im Turnier. Die Spielzeit 2012/13 war damit auf internationaler Ebene die erfolgreichste Saison der „Donnervögel“. In der Bundesliga war man nur im Meisterjahr 2009 erfolgreicher.
2013/14 schieden die Oldenburger in der BBL im Halbfinale gegen den FC Bayern München mit 2:3 aus.

### 2015–2022: Drijenčić am Ruder
Im März 2015 zogen die Verantwortlichen die Konsequenz aus der bis dahin enttäuschenden Saison 2014/2015 und setzten Trainer Machowski vor die Tür. Mladen Drijenčić, der zuvor die Oldenburger Reserve in der dritten Liga betreute und sich dabei als erfolgreicher Talentförderer erwiesen hatte, wurde ins Cheftraineramt befördert. In der Bundesliga war im Frühling 2015 im Viertelfinale gegen Alba Berlin Schluss (0:3). In eigener Halle gelang im April 2015 unter Neutrainer Drijenčić jedoch der erstmalige Pokalsieg durch ein 72:70 gegen die Brose Baskets aus Bamberg.
In der Saison 2016/17 führte Drijenčić die Oldenburger in die Finalserie um die deutsche Meisterschaft, dort war seine Mannschaft gegen Bamberg (0:3-Siege) letztlich aber chancenlos. Als Tabellenzweiter schlossen die Niedersachsen die Hauptrunde des Bundesliga-Spieljahres 2018/19 ab. Im Viertelfinale wurde Bonn ausgeschaltet, in der Vorschlussrunde blieb die Drijenčić-Truppe in drei Begegnungen sieglos und schied aus. Oldenburgs Spielmacher Will Cummings wurde als bester Spieler der Bundesliga-Saison 2018/19 ausgezeichnet.
In der Saison 2019/20 stand Oldenburg auf dem dritten Tabellenrang, als das Spieljahr aufgrund der COVID-19-Pandemie unterbrochen wurde. Beim im Juni 2020 in München ausgetragenen Saisonschlussturnier der Bundesliga erreichte man das Halbfinale, dort war man dem späteren Meister Alba Berlin klar unterlegen (63:92, 59:81). Auch im Endspiel um den BBL-Pokal Mitte Februar 2020 verloren die Mannen von Mladen Drijenčić deutlich mit 67:89 gegen die Berliner. Die Saison 2021/22 begann mit sportlichen Misserfolgen, Ende November 2021 sprach der geschäftsführende Gesellschafter Hermann Schüller dem Trainer das Vertrauen aus. Im Januar 2022 standen die Oldenburger mit zwei Siegen und elf Niederlagen auf dem letzten Platz der Bundesliga-Tabelle, woraufhin Trainer Drijenčić von seinem Assistenten Alen Abaz im Traineramt abgelöst wurde. Abaz betreute die Mannschaft in drei Spielen, in denen kein Sieg gelang, Ende Januar 2022 wurde Ingo Freyer neuer Trainer. Freyer führte die Oldenburger zum Klassenerhalt, hernach entschied die Mannschaftsführung, einen neuen Trainer zu verpflichten. Am Ende der Saison 2021/22 trat Rickey Paulding vom Leistungssport zurück. Der US-Amerikaner hatte der Oldenburger Bundesliga-Mannschaft 15 Jahre die Treue gehalten, war Kapitän und Publikumsliebling. Ihm zu Ehren wurde ein Abschiedsspiel veranstaltet, die von Paulding getragene Rückennummer 23 wird bei den Oldenburgern nicht mehr vergeben.

### 2022–2024: Neuausrichtung mit Calles
Freyers Nachfolger wurde der Spanier Pedro Calles, der aus Hamburg nach Oldenburg wechselte und der einen Vertrag mit einer Laufzeit von drei Jahren erhielt. Calles wurde dem Vorhaben der Verantwortlichen gemäß personelles Kernstück der Fünf-Jahres-Planung, in deren Mittelpunkt als ein wichtiger Bestandteil die stärkere Einbeziehung von Spielern aus dem eigenen Nachwuchs in die Bundesliga-Mannschaft gestellt wurde. In der Saison 2022/23 führte der Spanier die Oldenburger Mannschaft ins Bundesliga-Viertelfinale und schied dort gegen Ludwigsburg (0:3) aus. Im Februar 2023 stand man im Endspiel des BBL-Pokals und verlor dieses gegen München.

### Seit 2024: Zurück zu Drijenčić und Krunic
Anfang November 2024 nahmen die Oldenburger einen Trainerwechsel vor. Calles musste gehen, Mladen Drijenčić übernahm wieder das Amt. Unter Calles hatte die Mannschaft zuvor seit dem Beginn der Saison 2024/25 von sechs Bundesligaspielen drei verloren, im Pokalwettbewerb war man an Aufsteiger Frankfurt gescheitert. Der geschäftsführende Gesellschafter Hermann Schüller äußerte „Bedenken, was die Entwicklung anbelangt“.
Nach dem Ablauf der Saison 2024/25, die auf dem neunten Tabellenrang beendet worden war, gaben die Oldenburger die Rückkehr von Meistertrainer Predrag Krunić bekannt.

### Saisonbilanzen
| Jahr    | Bundesliga | PlayOffs                                                | Pokalwettbewerb der BBL | Internationaler Wettbewerb           |
| ------- | ---------- | ------------------------------------------------------- | ----------------------- | ------------------------------------ |
| 2000/01 | 11. Platz  | keine Teilnahme                                         | k. A.                   | keine Teilnahme                      |
| 2001/02 | 13. Platz  | keine Teilnahme                                         | 3. Platz                | keine Teilnahme                      |
| 2002/03 | 6. Platz   | Viertelfinale gegen Braunschweig 1:3                    | k. A.                   | keine Teilnahme                      |
| 2003/04 | 4. Platz   | Viertelfinale gegen Bamberg 0:3                         | Achtelfinale            | keine Teilnahme                      |
| 2004/05 | 7. Platz   | Viertelfinale gegen Bamberg 0:3                         | Hauptrunde              | keine Teilnahme                      |
| 2005/06 | 8. Platz   | Viertelfinale gegen Berlin 2:3                          | Viertelfinale           | keine Teilnahme                      |
| 2006/07 | 9. Platz   | keine Teilnahme                                         | Viertelfinale           | keine Teilnahme                      |
| 2007/08 | 5. Platz   | Halbfinale gegen Berlin 1:3                             | Achtelfinale            | keine Teilnahme                      |
| 2008/09 | 3. Platz   | Deutscher Meister                                       | Viertelfinale           | EuroChallenge-TOP-16                 |
| 2009/10 | 1. Platz   | Viertelfinale gegen Braunschweig 1:3                    | Viertelfinale           | Euroleague-Gruppenphase              |
| 2010/11 | 6. Platz   | Viertelfinale gegen Berlin 2:3                          | Viertelfinale           | Eurocup-Gruppenphase                 |
| 2011/12 | 10. Platz  | keine Teilnahme                                         | Viertelfinale           | EuroChallenge TOP 16                 |
| 2012/13 | 2. Platz   | Vizemeister, Finale gegen Bamberg 0:3                   | Viertelfinale           | EuroChallenge-Final-4                |
| 2013/14 | 3. Platz   | Halbfinale gegen FC Bayern München 2:3                  | Viertelfinale           | Eurocup – Gruppenphase               |
| 2014/15 | 7. Platz   | Viertelfinale gegen Berlin 0:3                          | Deutscher Pokalsieger   | Eurocup – Gruppenphase               |
| 2015/16 | 2. Platz   | Viertelfinale vs. Ulm 1:3                               | Viertelfinale           | Eurocup – Achtelfinale               |
| 2016/17 | 5. Platz   | Vizemeister, Finale gegen Bamberg 0:3                   | Viertelfinale           | Champions League – Sechzehntelfinale |
| 2017/18 | 7. Platz   | Viertelfinale gegen Alba Berlin 2:3                     | keine Teilnahme         | Champions League – Achtelfinale      |
| 2018/19 | 2. Platz   | Halbfinale gegen Alba Berlin 0:3                        | Achtelfinale            | keine Teilnahme                      |
| 2019/20 | 3. Platz   | Halbfinale gegen Alba Berlin (Saisonschlussturnier) 0:2 | Endspiel                | Eurocup (2. Gruppenphase)            |
| 2020/21 | 3. Platz   | Viertelfinale gegen Ratiopharm Ulm 1:3                  | Gruppenphase            | keine Teilnahme                      |
| 2021/22 | 11. Platz  | keine Teilnahme                                         | Achtelfinale            | Champions League – Gruppenphase      |
| 2022/23 | 4. Platz   | Viertelfinale gegen Ludwigsburg 0:3                     | Endspiel                | keine Teilnahme                      |
| 2023/24 | 9. Platz   | keine Teilnahme                                         | Achtelfinale            | Champions League – Gruppenphase      |
| 2024/25 | 9. Platz   | keine Teilnahme                                         | Achtelfinale            | keine Teilnahme                      |

### Name und Wappen
Die EWE Baskets Oldenburg entstanden mit der Ausgliederung aus dem Oldenburger Turnerbund. Im Jahr 1998 wurde mit der Baskets Oldenburg GmbH & Co. KG eine neue Gesellschaft gegründet. Gesellschafter waren Hermann Schüller, Peter Wandscher und Gerold Lange. Als 2001 die EWE ihr Engagement bei dem Oldenburger Erstligisten erweiterte, wurde diese zum Namenssponsor und die Mannschaft in EWE Baskets Oldenburg umbenannt. Entsprechend änderte man auch das Mannschaftswappen. Im Frühjahr 2009 änderte die EWE ihr Firmenlogo, was eine Anpassung des Mannschaftswappens (fortan mit weißem Hintergrund) zur Folge hatte. Im Jahr 2018 stellten die EWE Baskets ein neugestaltetes Wappen und eine leichte Veränderung ihrer Farben vor.

### Trainer
| Amtszeit        | Trainer             |
| --------------- | ------------------- |
| 1999–01/2001    | Ivan Vojtko         |
| 01/2001–03/2002 | Anthony Taylor      |
| 03/2002–04/2002 | Nenad Josipović     |
| 2002–2007       | Don Beck            |
| 2007–03/2012    | Predrag Krunić      |
| 03/2012–04/2012 | Ralph Held          |
| 03/2012–03/2015 | Sebastian Machowski |
| 03/2015–01/2022 | Mladen Drijenčić    |
| 01/2022         | Alen Abaz           |
| 01/2022–05/2022 | Ingo Freyer         |
| 05/2022–11/2024 | Pedro Calles        |
| 11/2024–05/2025 | Mladen Drijenčić    |
| Seit 05/2025    | Predrag Krunić      |

### Ausrüster
Ausrüster der EWE Baskets Oldenburg ist seit dem Jahr 2008 die Firma Owayo aus Regensburg. Nach der Saison 24/25 wurde der Vertrag aufgelöst und Puma gilt als neuer Ausrüster der EWE Baskets Oldenburg.

## Kader

### Kader 2024/25
| Spieler | Spieler            | Spieler            | Spieler    | Spieler | Spieler | Spieler                      |
| Nr.     | Nat.               | Name               | Geburt     | Größe   | Info    | Letzter Verein               |
| ------- | ------------------ | ------------------ | ---------- | ------- | ------- | ---------------------------- |
|         |                    | Guards (PG, SG)    |            |         |         |                              |
| 0       | Deutschland        | Len Schoormann     | 25.07.2002 | 1,93 m  |         | Hamburg Towers               |
| 3       | Deutschland        | Max DiLeo          | 12.03.1993 | 1,85 m  |         | Hamburg Towers               |
| 4       | Australien         | Ben Ayre           | 08.12.1995 | 1,85 m  |         | South East Melbourne Phoenix |
| 9       | Vereinigte Staaten | Geno Crandall      | 21.10.1996 | 1,91 m  | (C)     | Hapoel Be'er Sheva B.C.      |
| 11      | Vereinigte Staaten | Justin Jaworski    | 21.06.1999 | 1,91 m  |         | MLP Academics Heidelberg     |
| 19      | Vereinigte Staaten | Jon'il Fugett      | 28.11.1999 | 1,83 m  |         |                              |
| 55      | Vereinigte Staaten | Eli Brooks         | 14.10.1998 | 2,05 m  |         | Pallacanestro Trieste        |
|         |                    | Forwards (SF, PF)  |            |         |         |                              |
| 18      | Slowenien          | Gasper Kocevar     | 25.01.2004 | 2,05 m  |         |                              |
| 21      | Vereinigte Staaten | Seth Hinrichs      | 24.03.1993 | 2,01 m  |         | Hamburg Towers               |
| 29      | Deutschland        | Colin Schroeder    | 18.12.2006 | 2,02 m  |         |                              |
| 34      | Estland            | Artur Konontšuk    | 09.05.2000 | 2,02 m  |         | CB Granada                   |
| 35      | Deutschland        | Alen Pjanic        | 05.03.1997 | 2,02 m  |         | Gießen 46ers                 |
|         |                    | Center (C)         |            |         |         |                              |
| 10      | Serbien            | Aleksandar Zecevic | 03.10.1996 | 2,07 m  |         | Zmoki Minsk                  |
| 17      | Deutschland        | Norris Agbakoko    | 16.01.2000 | 2,17 m  | DL      | Baskets Akademie Weser-Ems   |
| 20      | Deutschland        | Joel Harms         | 12.12.2002 | 2,07 m  |         |                              |
| 24      | Senegal            | Mouhamed Barro     | 10.05.1995 | 2,07 m  |         | KB Trepça                    |

| Trainer     | Trainer          | Trainer          |
| Nat.        | Name             | Position         |
| ----------- | ---------------- | ---------------- |
| Deutschland | Mladen Drijenčić | Cheftrainer      |
| Belgien     | Ferried Naciri   | Assistenztrainer |
| Deutschland | Franjo Borchers  | Assistenztrainer |

| Legende              | Legende             |
| Abk.                 | Bedeutung           |
| -------------------- | ------------------- |
| (C)                  | Mannschaftskapitän  |
| DL                   | Doppellizenzspieler |
| ProB                 | Einsatz in der ProB |
| Quellen              |                     |
| Teamhomepage         |                     |
| Ligahomepage         |                     |
| Stand: November 2024 |                     |

| Legende              | Legende             |
| Abk.                 | Bedeutung           |
| -------------------- | ------------------- |
| (C)                  | Mannschaftskapitän  |
| DL                   | Doppellizenzspieler |
| ProB                 | Einsatz in der ProB |
| Quellen              |                     |
| Teamhomepage         |                     |
| Ligahomepage         |                     |
| Stand: November 2024 |                     |

Wechsel 2024/25
Zugänge: Eli Brooks, Mathis Dossou-Yovo, Mladen Drijenčić, Seth Hinrichs, Justin Jaworski, Gasper Kocevar, Ty Nichols, Kyle Rode, Aleksandar Zecevic
Abgänge: Pedro Calles (Alba Berlin), Mathis Dossou-Yovo (Ziel unbekannt), Ebuka Izundu (Galatasaray Istanbul), Ty Nichols (Ziel unbekannt), Kenneth Ogbe (Hamburg Towers), Kyle Rode (Ziel unbekannt), DeWayne Russell (Petkim Spor), Lukas Wank (Würzburg Baskets), Deane Williams (Napoli Basket; MHP Riesen Ludwigsburg)

### Kader 2023/24
| Spieler | Spieler                | Spieler             | Spieler    | Spieler | Spieler | Spieler                    |
| Nr.     | Nat.                   | Name                | Geburt     | Größe   | Info    | Letzter Verein             |
| ------- | ---------------------- | ------------------- | ---------- | ------- | ------- | -------------------------- |
|         |                        | Guards (PG, SG)     |            |         |         |                            |
| 0       | Deutschland            | Len Schoormann      | 25.07.2002 | 1,92 m  |         | Hamburg Towers             |
| 3       | Deutschland            | Max DiLeo           | 12.03.1993 | 1,84 m  | (C)     | Hamburg Towers             |
| 4       | Vereinigte Staaten     | DeWayne Russell     | 10.02.1994 | 1,80 m  |         | Universo Treviso Basket    |
| 5       | Schweden               | Viktor Lukic-Gavric | 29.04.2005 | 1,90 m  |         |                            |
| 7       | Deutschland            | Fritz Hemschemeier  | 10.12.1998 | 1,82 m  | DL      | Uni Baskets Paderborn      |
| 9       | Vereinigte Staaten     | Geno Crandall       | 21.10.1996 | 1,91 m  |         | Hapoel Be'er Sheva B.C.    |
| 21      | Vereinigte Staaten     | Charles Manning Jr. | 22.10.1998 | 1,96 m  |         | KK FMP Belgrad             |
|         |                        | Forwards (SF, PF)   |            |         |         |                            |
| 2       | Vereinigte Staaten     | Brekkott Chapman    | 07.04.1996 | 2,06 m  |         | Koshigaya Alphas           |
| 16      | Vereinigte Staaten     | Chaundee Brown Jr.  | 04.12.1998 | 1,97 m  |         | SIG Strasbourg             |
| 22      | Deutschland            | Lukas Wank          | 19.01.1997 | 1,99 m  |         | Skyliners Frankfurt        |
| 24      | Vereinigtes Konigreich | Deane Williams      | 23.09.1996 | 2,03 m  |         | Telekom Baskets Bonn       |
| 25      | Deutschland            | Kenneth Ogbe        | 16.11.1994 | 1,98 m  |         | Brose Bamberg              |
| 34      | Estland                | Artur Konontšuk     | 09.05.2000 | 2,02 m  |         | CB Granada                 |
| 35      | Deutschland            | Alen Pjanic         | 05.03.1997 | 2,02 m  |         | Gießen 46ers               |
|         |                        | Center (C)          |            |         |         |                            |
| 15      | Nigeria                | Ebuka Izundu        | 28.06.1996 | 2,08 m  |         | KK FMP Belgrad             |
| 17      | Deutschland            | Norris Agbakoko     | 16.01.2000 | 2,17 m  | DL      | Baskets Akademie Weser-Ems |
| 20      | Deutschland            | Joel Harms          | 12.12.2002 | 2,07 m  |         |                            |

| Trainer     | Trainer         | Trainer         |
| Nat.        | Name            | Position        |
| ----------- | --------------- | --------------- |
| Spanien     | Pedro Calles    | Headcoach       |
| Belgien     | Ferried Naciri  | Assistant Coach |
| Deutschland | Franjo Borchers | Assistant Coach |

| Legende            | Legende             |
| Abk.               | Bedeutung           |
| ------------------ | ------------------- |
| (C)                | Mannschaftskapitän  |
| DL                 | Doppellizenzspieler |
| ProB               | Einsatz in der ProB |
| Quellen            |                     |
| Teamhomepage       |                     |
| Ligahomepage       |                     |
| Stand: Januar 2024 |                     |

| Legende            | Legende             |
| Abk.               | Bedeutung           |
| ------------------ | ------------------- |
| (C)                | Mannschaftskapitän  |
| DL                 | Doppellizenzspieler |
| ProB               | Einsatz in der ProB |
| Quellen            |                     |
| Teamhomepage       |                     |
| Ligahomepage       |                     |
| Stand: Januar 2024 |                     |

Wechsel 2023/24
Zugänge: Franjo Borchers, Chaundee Brown Jr., Brekkott Chapman, Kyle Foster, Ebuka Izundu, Viktor Lukic-Gavric, Artur Konontšuk, Charles Manning Jr., Thomas Roijakkers, Len Schoormann, Lukas Wank, Deane Williams
Abgänge: Trey Drechsel III, Kyle Foster (FMP Belgrad), Hassani Gravett, T.J. Holyfield, Shakur Juiston, Owen Klassen (Würzburg Baskets), Tanner Leissner, Rihards Lomazs, Thomas Roijakkers, Bryce Taylor, MaCio Teague

### Kader 2022/23
| Spieler | Spieler            | Spieler            | Spieler    | Spieler | Spieler | Spieler                       |
| Nr.     | Nat.               | Name               | Geburt     | Größe   | Info    | Letzter Verein                |
| ------- | ------------------ | ------------------ | ---------- | ------- | ------- | ----------------------------- |
|         |                    | Guards (PG, SG)    |            |         |         |                               |
| 2       | Vereinigte Staaten | Hassani Gravett    | 16.07.1996 | 1,88 m  |         | Raptors 905                   |
| 3       | Deutschland        | Max DiLeo          | 12.03.1993 | 1,84 m  | (C)     | Hamburg Towers                |
| 4       | Vereinigte Staaten | DeWayne Russell    | 10.02.1994 | 1,80 m  |         | Universo Treviso Basket       |
| 5       | Vereinigte Staaten | Trey Drechsel III  | 27.07.1996 | 1,98 m  |         | Stal Ostrów Wielkopolski      |
| 7       | Deutschland        | Fritz Hemschemeier | 10.12.1998 | 1,82 m  | DL      | Uni Baskets Paderborn         |
| 9       | Lettland           | Rihards Lomazs     | 13.04.1996 | 1,93 m  |         | Basket Saragossa 2002         |
| 25      | Deutschland        | Kenneth Ogbe       | 16.11.1994 | 1,98 m  |         | Brose Bamberg                 |
| 31      | Vereinigte Staaten | MaCio Teague       | 11.06.1997 | 1,93 m  |         | Salt Lake City Stars          |
|         |                    | Forwards (SF, PF)  |            |         |         |                               |
| 0       | Vereinigte Staaten | Shakur Juiston     | 31.03.1996 | 2,01 m  |         | GS Peristeri                  |
| 21      | Vereinigte Staaten | Tanner Leissner    | 17.09.1995 | 2,01 m  |         | BC Rytas Vilnius              |
| 22      | Vereinigte Staaten | T.J. Holyfield     | 22.09.1995 | 2,03 m  |         | Kauhajoen Karhu               |
| 35      | Deutschland        | Alen Pjanic        | 05.03.1997 | 2,02 m  |         | Gießen 46ers                  |
|         |                    | Center (C)         |            |         |         |                               |
| 15      | Kanada             | Owen Klassen       | 31.10.1991 | 2,08 m  |         | Basketball Löwen Braunschweig |
| 17      | Deutschland        | Norris Agbakoko    | 16.01.2000 | 2,17 m  | DL      | Baskets Akademie Weser-Ems    |
| 20      | Deutschland        | Joel Harms         | 12.12.2002 | 2,07 m  |         |                               |

| Trainer     | Trainer        | Trainer         |
| Nat.        | Name           | Position        |
| ----------- | -------------- | --------------- |
| Spanien     | Pedro Calles   | Headcoach       |
| Belgien     | Ferried Naciri | Assistant Coach |
| Deutschland | Bryce Taylor   | Assistant Coach |

| Legende            | Legende             |
| Abk.               | Bedeutung           |
| ------------------ | ------------------- |
| (C)                | Mannschaftskapitän  |
| DL                 | Doppellizenzspieler |
| ProB               | Einsatz in der ProB |
| Quellen            |                     |
| Teamhomepage       |                     |
| Ligahomepage       |                     |
| Stand: Januar 2023 |                     |

| Legende            | Legende             |
| Abk.               | Bedeutung           |
| ------------------ | ------------------- |
| (C)                | Mannschaftskapitän  |
| DL                 | Doppellizenzspieler |
| ProB               | Einsatz in der ProB |
| Quellen            |                     |
| Teamhomepage       |                     |
| Ligahomepage       |                     |
| Stand: Januar 2023 |                     |

Wechsel 2022/23
Zugänge: Pedro Calles, Max DiLeo, Trey Drechsel III, Hassani Gravett, Joel Harms, Shakur Juiston, Owen Klassen, Tanner Leissner, Rihards Lomazs, Ferried Naciri, Kenneth Ogbe, DeWayne Russell, Bryce Taylor, MaCio Teague
Abgänge: Max Schell, Maximilian Heidegger (Merkezefendi Belediyesi Denizli Basket), Jovan Savic, Michal Michalak (Levallois Metropolitans), Jerry Ndhine, Sebastian Herrera (Telekom Baskets Bonn), Cameron Clark, Matt Farrell, Ingo Freyer, Reggie Lynch, Martin Breunig (Mitteldeutscher Basketball Club), Tai Odiase (Basket Brescia Leonessa), Rickey Paulding, Phil Pressey, Alen Abaz, Milos Petkovic, Bennet Hundt (MLP Academics Heidelberg)

### Kader 2021/22
| Spieler | Spieler            | Spieler            | Spieler    | Spieler | Spieler | Spieler                         |
| Nr.     | Nat.               | Name               | Geburt     | Größe   | Info    | Letzter Verein                  |
| ------- | ------------------ | ------------------ | ---------- | ------- | ------- | ------------------------------- |
|         |                    | Guards (PG, SG)    |            |         |         |                                 |
| 3       | /                  | Max Heidegger      | 05.06.1997 | 1,91 m  |         | Maccabi Tel Aviv                |
| 5       | Vereinigte Staaten | Matt Farrell       | 15.03.1995 | 1,85 m  |         | Ironi Ness Ziona B.C.           |
| 7       | /                  | Sebastian Herrera  | 01.11.1997 | 1,93 m  |         | Crailsheim Merlins              |
| 10      | Serbien            | Jovan Savic        | 12.02.2002 | 2,02 m  | DL      | Oldenburger TB                  |
| 11      | Vereinigte Staaten | Phil Pressey       | 17.02.1991 | 1,80 m  |         | CB Estudiantes                  |
| 25      | Polen              | Michal Michalak    | 02.11.1993 | 1,97 m  |         | Mitteldeutscher Basketball Club |
| 27      | Deutschland        | Fritz Hemschemeier | 10.12.1998 | 1,82 m  | DL      | Uni Baskets Paderborn           |
| 33      | Deutschland        | Bennet Hundt       | 20.08.1998 | 1,80 m  |         | Brose Bamberg                   |
|         |                    | Forwards (SF, PF)  |            |         |         |                                 |
| 15      | Vereinigte Staaten | Cameron Clark      | 16.09.1991 | 2,01 m  |         | Ratiopharm Ulm                  |
| 22      | Vereinigte Staaten | T.J. Holyfield     | 22.09.1995 | 2,03 m  |         | Kauhajoen Karhu                 |
| 23      | Vereinigte Staaten | Rickey Paulding    | 23.10.1982 | 1,96 m  | (C)     | BCM Gravelines                  |
| 24      | Deutschland        | Jerry Ndhine       | 04.07.2002 | 1,97 m  | DL      | Eisbären Bremerhaven            |
| 35      | Deutschland        | Alen Pjanic        | 05.03.1997 | 2,02 m  |         | Gießen 46ers                    |
| 47      | Deutschland        | Max Schell         | 04.07.2003 | 2,03 m  | DL      | UBC Münster                     |
|         |                    | Center (C)         |            |         |         |                                 |
| 12      | Deutschland        | Martin Breunig     | 10.02.1992 | 2,03 m  |         | Telekom Baskets Bonn            |
| 17      | Deutschland        | Norris Agbakoko    | 16.01.2000 | 2,17 m  | DL      | Baskets Akademie Weser-Ems      |
| 21      | Vereinigte Staaten | Tai Odiase         | 21.09.1995 | 2,06 m  |         | BG Göttingen                    |
| 50      | Vereinigte Staaten | Reggie Lynch       |            | 2,08 m  |         | Napoli Basket                   |

| Trainer                 | Trainer        | Trainer         |
| Nat.                    | Name           | Position        |
| ----------------------- | -------------- | --------------- |
| Deutschland             | Ingo Freyer    | Headcoach       |
| Bosnien und Herzegowina | Alen Abaz      | Assistant Coach |
| Bosnien und Herzegowina | Milos Petkovic | Assistant Coach |

| Legende            | Legende             |
| Abk.               | Bedeutung           |
| ------------------ | ------------------- |
| (C)                | Mannschaftskapitän  |
| DL                 | Doppellizenzspieler |
| ProB               | Einsatz in der ProB |
| Quellen            |                     |
| Teamhomepage       |                     |
| Ligahomepage       |                     |
| Stand: Januar 2022 |                     |

| Legende            | Legende             |
| Abk.               | Bedeutung           |
| ------------------ | ------------------- |
| (C)                | Mannschaftskapitän  |
| DL                 | Doppellizenzspieler |
| ProB               | Einsatz in der ProB |
| Quellen            |                     |
| Teamhomepage       |                     |
| Ligahomepage       |                     |
| Stand: Januar 2022 |                     |

Wechsel 2021/22
Zugänge: Max Schell, Max Heidegger, Jovan Savic, Michal Michalak, Tai Odiase, T.J. Holyfield, Jerry Ndhine, Fritz Hemschemeier, Bennet Hundt, Alen Pjanic, Cameron Clark, Matt Farrell, Ingo Freyer, Reggie Lynch
Abgänge: Braydon Hobbs (Obradoiro CAB), Keith Hornsby (Boulogne-Levallois Metropolitans 92), Karsten Tadda (Telekom Baskets Bonn), Jacob Hollatz (SC Rist Wedel), Tomislav Gabric (Élan Chalon), Rašid Mahalbašić (CB Breogán), Philipp Schwethelm (Karriereende), Nathan Boothe (Darüşşafaka SK Istanbul), Mladen Drijenčić

### Kader 2020/21
| Spieler | Spieler            | Spieler            | Spieler    | Spieler | Spieler | Spieler                        |
| Nr.     | Nat.               | Name               | Geburt     | Größe   | Info    | Letzter Verein                 |
| ------- | ------------------ | ------------------ | ---------- | ------- | ------- | ------------------------------ |
|         |                    | Guards (PG, SG)    |            |         |         |                                |
| 3       | Vereinigte Staaten | Braydon Hobbs      | 17.05.1989 | 1,96 m  |         | FC Bayern München (Basketball) |
| 4       | Vereinigte Staaten | Keith Hornsby      | 30.01.1992 | 1,92 m  |         | Twarde Pierniki Toruń (Polen)  |
| 7       | /                  | Sebastian Herrera  | 01.11.1997 | 1,93 m  |         | Crailsheim Merlins             |
| 9       | Deutschland        | Karsten Tadda      | 02.11.1988 | 1,90 m  |         | Ratiopharm Ulm                 |
| 11      | Deutschland        | Jacob Hollatz      | 11.11.1998 | 1,91 m  |         | Oldenburger TB                 |
| 25      | Vereinigte Staaten | Phil Pressey       | 17.02.1991 | 1,80 m  |         | CB Estudiantes                 |
|         |                    | Forwards (SF, PF)  |            |         |         |                                |
| 23      | Vereinigte Staaten | Rickey Paulding    | 23.10.1982 | 1,96 m  | (C)     | BCM Gravelines                 |
| 33      | Deutschland        | Philipp Schwethelm | 01.05.1989 | 2,01 m  |         | Ratiopharm Ulm                 |
| 45      | Vereinigte Staaten | Nathan Boothe      | 03.02.1994 | 2,06 m  |         | Sakarya BSB                    |
|         |                    | Center (C)         |            |         |         |                                |
| 12      | Deutschland        | Martin Breunig     | 10.02.1992 | 2,03 m  |         | Telekom Baskets Bonn           |
| 17      | Deutschland        | Norris Agbakoko    | 16.01.2000 | 1,91 m  |         | Baskets Akademie Weser-Ems     |
| 24      | Osterreich         | Rasid Mahalbasic   | 07.11.1990 | 2,08 m  |         | CDB Sevilla                    |

| Trainer                 | Trainer          | Trainer         |
| Nat.                    | Name             | Position        |
| ----------------------- | ---------------- | --------------- |
| Deutschland             | Mladen Drijenčić | Headcoach       |
| Bosnien und Herzegowina | Alen Abaz        | Assistant Coach |
| Bosnien und Herzegowina | Milos Petkovic   | Assistant Coach |

| Legende              | Legende             |
| Abk.                 | Bedeutung           |
| -------------------- | ------------------- |
| (C)                  | Mannschaftskapitän  |
| DL                   | Doppellizenzspieler |
| ProB                 | Einsatz in der ProB |
| Quellen              |                     |
| Teamhomepage         |                     |
| Ligahomepage         |                     |
| Stand: November 2020 |                     |

| Legende              | Legende             |
| Abk.                 | Bedeutung           |
| -------------------- | ------------------- |
| (C)                  | Mannschaftskapitän  |
| DL                   | Doppellizenzspieler |
| ProB                 | Einsatz in der ProB |
| Quellen              |                     |
| Teamhomepage         |                     |
| Ligahomepage         |                     |
| Stand: November 2020 |                     |

Wechsel 2020/21
Zugänge: Norris Agbakoko, Martin Breunig, Sebastian Herrera, Keith Hornsby, Phil Pressey
Abgänge: Robin Amaize (FC Bayern München (Basketball)), Gerry Blakes, Robert Drijenčić (Paderborn Baskets), Ian Hummer (Aliağa Petkim GSK), Till Isemann (SSV Lokomotive Bernau), Marcel Keßen (Eisbären Bremerhaven), Tyler Larson (Brose Bamberg), Kevin McClain, Armani Moore (Pszczolka Start Lublin), Justin Sears (s.Oliver Würzburg), Filip Stanic (Niners Chemnitz)

### Kader 2019/20
| Spieler | Spieler            | Spieler            | Spieler    | Spieler | Spieler | Spieler                        |
| Nr.     | Nat.               | Name               | Geburt     | Größe   | Info    | Letzter Verein                 |
| ------- | ------------------ | ------------------ | ---------- | ------- | ------- | ------------------------------ |
|         |                    | Guards (PG, SG)    |            |         |         |                                |
| 3       | Vereinigte Staaten | Braydon Hobbs      | 17.05.1989 | 1,96 m  |         | FC Bayern München (Basketball) |
| 9       | Deutschland        | Karsten Tadda      | 02.11.1988 | 1,90 m  |         | Ratiopharm Ulm                 |
| 11      | Deutschland        | Kevin McClain      | 21.10.1996 | 1,91 m  |         | Belmont University             |
| 12      | Deutschland        | Robert Drijenčić   | 20.04.1996 | 1,94 m  |         | Oldenburger TB                 |
| 18      | Deutschland        | Jacob Hollatz      | 11.11.1998 | 1,91 m  |         | Oldenburger TB                 |
| 55      | Vereinigte Staaten | Tyler Larson       | 31.12.1991 | 1,91 m  |         | Boulazac Basket Dordogne       |
|         |                    | Forwards (SF, PF)  |            |         |         |                                |
| 2       | Vereinigte Staaten | Armani Moore       | 25.03.1994 | 1,96 m  |         | Arka Gdynia                    |
| 5       | Vereinigte Staaten | Justin Sears       | 03.01.1994 | 2,03 m  |         | MHP Riesen Ludwigsburg         |
| 15      | Deutschland        | Marcel Keßen       | 02.01.1997 | 2,07 m  |         | Phoenix Hagen                  |
| 21      | Deutschland        | Robin Amaize       | 31.01.1994 | 1,96 m  |         | FC Bayern München (Basketball) |
| 23      | Vereinigte Staaten | Rickey Paulding    | 23.10.1982 | 1,96 m  | (C)     | BCM Gravelines                 |
| 33      | Deutschland        | Philipp Schwethelm | 01.05.1989 | 2,01 m  |         | Ratiopharm Ulm                 |
| 34      | Vereinigte Staaten | Ian Hummer         | 23.08.1990 | 2,01 m  |         | Türkei                         |
| 45      | Vereinigte Staaten | Nathan Boothe      | 03.02.1994 | 2,06 m  |         | Sakarya BSB                    |
|         |                    | Center (C)         |            |         |         |                                |
| 16      | Deutschland        | Till Isemann       | 21.10.1996 | 2,09 m  |         | Oldenburger TB                 |
| 24      | Osterreich         | Rasid Mahalbasic   | 07.11.1990 | 2,08 m  |         | CDB Sevilla                    |
| 65      | Deutschland        | Filip Stanic       | 14.01.1998 | 2,06 m  |         | Serbien                        |

| Trainer                 | Trainer          | Trainer         |
| Nat.                    | Name             | Position        |
| ----------------------- | ---------------- | --------------- |
| Deutschland             | Mladen Drijenčić | Headcoach       |
| Bosnien und Herzegowina | Alen Abaz        | Assistant Coach |
| Bosnien und Herzegowina | Milos Petkovic   | Assistant Coach |

| Legende               | Legende             |
| Abk.                  | Bedeutung           |
| --------------------- | ------------------- |
| (C)                   | Mannschaftskapitän  |
| DL                    | Doppellizenzspieler |
| ProB                  | Einsatz in der ProB |
| Quellen               |                     |
| Teamhomepage          |                     |
| Ligahomepage          |                     |
| Stand: September 2019 |                     |

| Legende               | Legende             |
| Abk.                  | Bedeutung           |
| --------------------- | ------------------- |
| (C)                   | Mannschaftskapitän  |
| DL                    | Doppellizenzspieler |
| ProB                  | Einsatz in der ProB |
| Quellen               |                     |
| Teamhomepage          |                     |
| Ligahomepage          |                     |
| Stand: September 2019 |                     |

 Wechsel 2019/20 
Zugänge: Alen Abaz, Robin Amaize, Gerry Blakes ( Pallacanestro Cantù), Braydon Hobbs, Tyler Larson, Kevin McClain
Abgänge: Marko Bacak (Wiha Panthers Schwenningen), Gerry Blakes ( SIG Strasbourg), William Cummings ( Lokomotiv Kuban), Haris Hujic (Rostock Seawolves), Frantz Massenat (BC Andorra), Piet Niehus, Elvir Ovcina, Vojdan Stojanovski

### Kader 2018/19
| Spieler | Spieler            | Spieler            | Spieler    | Spieler | Spieler | Spieler                 |
| Nr.     | Nat.               | Name               | Geburt     | Größe   | Info    | Letzter Verein          |
| ------- | ------------------ | ------------------ | ---------- | ------- | ------- | ----------------------- |
|         |                    | Guards (PG, SG)    |            |         |         |                         |
| 2       | Deutschland        | Piet Niehus        | 15.12.1998 | 1,89 m  |         | Oldenburger Turnerbund  |
| 3       | Vereinigte Staaten | William Cummings   | 07.02.1992 | 1,88 m  |         | Darüşşafaka SK Istanbul |
| 5       | Deutschland        | Haris Hujic        | 30.04.1997 | 1,93 m  | DL      | Nürnberg Falcons BC     |
| 9       | Deutschland        | Karsten Tadda      | 02.11.1988 | 1,90 m  |         | Ratiopharm Ulm          |
| 10      | Vereinigte Staaten | Frantz Massenat    | 17.01.1992 | 1,92 m  |         | Mitteldeutscher BC      |
| 11      | Deutschland        | Jacob Hollatz      | 11.11.1998 | 1,91 m  |         | Oldenburger TB          |
| 12      | Deutschland        | Robert Drijenčić   | 20.04.1996 | 1,94 m  |         | Oldenburger TB          |
| 19      | Nordmazedonien     | Vojdan Stojanovski | 09.12.1987 | 1,94 m  |         | Büyükçekmece Basketbol  |
| 23      | Vereinigte Staaten | Rickey Paulding    | 23.10.1982 | 1,96 m  | (C)     | BCM Gravelines          |
| 33      | Deutschland        | Philipp Schwethelm | 01.05.1989 | 2,01 m  |         | Ratiopharm Ulm          |
| 45      | Vereinigte Staaten | Nathan Boothe      | 03.02.1994 | 2,06 m  |         | Sakarya BSB             |
|         |                    | Center (C)         |            |         |         |                         |
| 13      | Deutschland        | Marko Bacak        | 14.11.1995 | 2,09 m  | DL      | Alba Berlin             |
| 15      | Deutschland        | Marcel Keßen       | 02.01.1997 | 2,07 m  | DL      | Phoenix Hagen           |
| 16      | Deutschland        | Till Isemann       | 21.10.1996 | 2,09 m  |         | Oldenburger TB          |
| 24      | Osterreich         | Rasid Mahalbasic   | 07.11.1990 | 2,08 m  |         | CDB Sevilla             |
|         | Vereinigte Staaten | Justin Sears       | 03.01.1994 | 2,03 m  |         | MHP Riesen Ludwigsburg  |

| Trainer     | Trainer          | Trainer         |
| Nat.        | Name             | Position        |
| ----------- | ---------------- | --------------- |
| Deutschland | Mladen Drijenčić | Headcoach       |
| Serbien     | Elvir Ovcina     | Assistant Coach |
| Serbien     | Milos Petkovic   | Assistant Coach |

| Legende              | Legende             |
| Abk.                 | Bedeutung           |
| -------------------- | ------------------- |
| (C)                  | Mannschaftskapitän  |
| DL                   | Doppellizenzspieler |
| ProB                 | Einsatz in der ProB |
| Quellen              |                     |
| Teamhomepage         |                     |
| Ligahomepage         |                     |
| Stand: November 2018 |                     |

| Legende              | Legende             |
| Abk.                 | Bedeutung           |
| -------------------- | ------------------- |
| (C)                  | Mannschaftskapitän  |
| DL                   | Doppellizenzspieler |
| ProB                 | Einsatz in der ProB |
| Quellen              |                     |
| Teamhomepage         |                     |
| Ligahomepage         |                     |
| Stand: November 2018 |                     |

 Wechsel 2018/19 
Zugänge: Nathan Boothe (Sakarya BSB), William Cummings (Darüşşafaka SK Istanbul), Robert Drijenčić (Oldenburger Turnerbund), Jacob Hollatz (Oldenburger TB), Till Isemann (Oldenburger TB), Piet Niehus (Oldenburger TB), Justin Sears (MHP Riesen Ludwigsburg)Vojdan Stojanovski (Büyükçekmece Basketbol)
Abgänge: Armani Moore, Mickey McConnell (Élan Béarnais Pau-Lacq-Orthez), Brad Loesing (s.Oliver Würzburg), Isaiah Philmore, Kevin Wohlrath (Kirchheim Knights), Maxime de Zeeuw (Obradoiro CAB)

### Kader 2017/18
| Spieler | Spieler            | Spieler            | Spieler    | Spieler | Spieler | Spieler                |
| Nr.     | Nat.               | Name               | Geburt     | Größe   | Info    | Letzter Verein         |
| ------- | ------------------ | ------------------ | ---------- | ------- | ------- | ---------------------- |
|         |                    | Guards (PG, SG)    |            |         |         |                        |
| 5       | Deutschland        | Haris Hujic        | 30.04.1997 | 1,93 m  | DL      | Nürnberg Falcons BC    |
| 9       | Deutschland        | Karsten Tadda      | 02.11.1988 | 1,90 m  |         | Ratiopharm Ulm         |
| 10      | Vereinigte Staaten | Frantz Massenat    | 17.01.1992 | 1,92 m  |         | Mitteldeutscher BC     |
| 32      | Vereinigte Staaten | Mickey McConnell   | 14.04.1989 | 1,83 m  |         | Obradoiro CAB          |
| 35      | Deutschland        | Brad Loesing       | 09.10.1989 | 1,82 m  |         | MHP Riesen Ludwigsburg |
|         |                    | Forwards (SF, PF)  |            |         |         |                        |
| 4       | Vereinigte Staaten | Armani Moore       | 25.03.1994 | 1,96 m  |         | Stelmet Zielona Góra   |
| 12      | Belgien            | Maxime de Zeeuw    | 27.04.1987 | 2,06 m  |         | ČEZ Nymburk            |
| 22      | Deutschland        | Kevin Wohlrath     | 15.02.1995 | 1,96 m  | DL      | Alba Berlin            |
| 23      | Vereinigte Staaten | Rickey Paulding    | 23.10.1982 | 1,96 m  | (C)     | BCM Gravelines         |
| 31      | Deutschland        | Isaiah Philmore    | 20.09.1989 | 2,03 m  |         | Walter Tigers Tübingen |
| 33      | Deutschland        | Philipp Schwethelm | 01.05.1989 | 2,01 m  |         | Ratiopharm Ulm         |
|         |                    | Center (C)         |            |         |         |                        |
| 13      | Deutschland        | Marko Bacak        | 14.11.1995 | 2,09 m  | DL      | Alba Berlin            |
| 15      | Deutschland        | Marcel Keßen       | 02.01.1997 | 2,07 m  | DL      | Phoenix Hagen          |
| 24      | Osterreich         | Rasid Mahalbasic   | 07.11.1990 | 2,08 m  |         | CDB Sevilla            |

| Trainer     | Trainer          | Trainer         |
| Nat.        | Name             | Position        |
| ----------- | ---------------- | --------------- |
| Deutschland | Mladen Drijenčić | Headcoach       |
| Spanien     | Mauricio Parra   | Assistant Coach |
| Serbien     | Elvir Ovcina     | Assistant Coach |

| Legende            | Legende             |
| Abk.               | Bedeutung           |
| ------------------ | ------------------- |
| (C)                | Mannschaftskapitän  |
| DL                 | Doppellizenzspieler |
| ProB               | Einsatz in der ProB |
| Quellen            |                     |
| Teamhomepage       |                     |
| Ligahomepage       |                     |
| Stand: Januar 2018 |                     |

| Legende            | Legende             |
| Abk.               | Bedeutung           |
| ------------------ | ------------------- |
| (C)                | Mannschaftskapitän  |
| DL                 | Doppellizenzspieler |
| ProB               | Einsatz in der ProB |
| Quellen            |                     |
| Teamhomepage       |                     |
| Ligahomepage       |                     |
| Stand: Januar 2018 |                     |

 Wechsel 2017/18 
Zugänge: Bryon Allen (ČEZ Nymburk), Karsten Tadda (Ratiopharm Ulm), Brad Loesing (MHP Riesen Ludwigsburg), Mickey McConnell (Obradoiro CAB), Christian Jones (UNLV/NCAA 1), Isaiah Philmore (Walter Tigers Tübingen), Rasid Mahalbasic (CDB Sevilla), Armani Moore (Stelmet Zielona Góra).
Abgänge: Dirk Mädrich (SC RASTA Vechta), Dennis Kramer (BG Göttingen), Vaughn Duggins (Ziel unbekannt), Jannik Freese (Ziel unbekannt), Vladimir Mihailović (Ziel unbekannt), Dominic Lockhart (BG Göttingen), Brian Qvale (Lokomotive Kuban Krasnodar), Chris Kramer (Lietuvos Rytas Vilnius), Jan-Niklas Wimberg (Oettinger Rockets), Bryon Allen (12/2017, Pınar Karşıyaka), Christian Jones.

### Kader 2016/17
| Spieler | Spieler            | Spieler            | Spieler    | Spieler | Spieler | Spieler              |
| Nr.     | Nat.               | Name               | Geburt     | Größe   | Info    | Letzter Verein       |
| ------- | ------------------ | ------------------ | ---------- | ------- | ------- | -------------------- |
|         |                    | Guards (PG, SG)    |            |         |         |                      |
| 10      | Vereinigte Staaten | Frantz Massenat    | 17.01.1992 | 1,92 m  |         | Mitteldeutscher BC   |
| 4       | Vereinigte Staaten | Chris Kramer       | 04.04.1988 | 1,91 m  |         | s.Oliver Baskets     |
| 21      | Deutschland        | Dominic Lockhart   | 03.07.1994 | 1,97 m  |         | VfB Giessen Pointers |
| 44      | Vereinigte Staaten | Vaughn Duggins     | 10.07.1987 | 1,90 m  |         | SLUC Nancy Basket    |
|         |                    | Forwards (SF, PF)  |            |         |         |                      |
| 33      | Deutschland        | Philipp Schwethelm | 01.05.1989 | 2,01 m  |         | Ratiopharm Ulm       |
| 23      | Vereinigte Staaten | Rickey Paulding    | 23.10.1982 | 1,96 m  | (C)     | BCM Gravelines       |
| 12      | Belgien            | Maxime de Zeeuw    | 27.04.1987 | 2,06 m  |         | ČEZ Nymburk          |
| 7       | Deutschland        | Jan Niklas Wimberg | 11.02.1996 | 2,07 m  | DL      | Eigene Jugend        |
| 13      | Deutschland        | Marko Bacak        | 14.11.1995 | 2,10 m  | DL      | Alba Berlin          |
|         |                    | Center (C)         |            |         |         |                      |
| 10      | Deutschland        | Dennis Kramer      | 10.01.1992 | 2,10 m  |         | TBB Trier            |
| 41      | Vereinigte Staaten | Brian Qvale        | 03.11.1988 | 2,10 m  |         | Tofas Bursa          |
| 20      | Deutschland        | Dirk Mädrich       | 16.07.1983 | 2,12 m  |         | Telekom Baskets Bonn |

| Trainer     | Trainer          | Trainer         |
| Nat.        | Name             | Position        |
| ----------- | ---------------- | --------------- |
| Deutschland | Mladen Drijenčić | Headcoach       |
| Spanien     | Mauricio Parra   | Assistant Coach |

| Legende               | Legende             |
| Abk.                  | Bedeutung           |
| --------------------- | ------------------- |
| (C)                   | Mannschaftskapitän  |
| DL                    | Doppellizenzspieler |
| ProB                  | Einsatz in der ProB |
| Quellen               |                     |
| Teamhomepage          |                     |
| Ligahomepage          |                     |
| Stand: 3. August 2014 |                     |

| Legende               | Legende             |
| Abk.                  | Bedeutung           |
| --------------------- | ------------------- |
| (C)                   | Mannschaftskapitän  |
| DL                    | Doppellizenzspieler |
| ProB                  | Einsatz in der ProB |
| Quellen               |                     |
| Teamhomepage          |                     |
| Ligahomepage          |                     |
| Stand: 3. August 2014 |                     |

 Wechsel 2016/17 
Zugänge: Frantz Massenat (Mitteldeutscher BC), Maxime de Zeeuw (ČEZ Nymburk/CZ), Dirk Mädrich (Telekom Baskets Bonn).
Abgänge: Scott Machado (Rasta Vechta), Klemen Prepelic (Limoges CSP/FRA), Nemanja Aleksandrov (Ziel unbekannt), Robin Smeulders (Karriereende).

### Kader 2015/16
| Spieler | Spieler            | Spieler             | Spieler    | Spieler | Spieler | Spieler              |
| Nr.     | Nat.               | Name                | Geburt     | Größe   | Info    | Letzter Verein       |
| ------- | ------------------ | ------------------- | ---------- | ------- | ------- | -------------------- |
|         |                    | Guards (PG, SG)     |            |         |         |                      |
| 5       | Vereinigte Staaten | Scott Machado       | 08.06.1990 | 1,85 m  |         | BC Kalev             |
| 4       | Vereinigte Staaten | Chris Kramer        | 04.04.1988 | 1,91 m  |         | s.Oliver Baskets     |
| 21      | Deutschland        | Dominic Lockhart    | 03.07.1994 | 1,97 m  |         | VfB Giessen Pointers |
| 44      | Vereinigte Staaten | Vaughn Duggins      | 10.07.1987 | 1,90 m  |         | SLUC Nancy Basket    |
| 20      | Slowenien          | Klemen Prepelic     | 20.10.1992 | 1,91 m  |         | KK Union Olimpija    |
|         |                    | Forwards (SF, PF)   |            |         |         |                      |
| 33      | Deutschland        | Philipp Schwethelm  | 01.05.1989 | 2,01 m  |         | Ratiopharm Ulm       |
| 12      | Deutschland        | Robin Smeulders     | 19.06.1987 | 2,08 m  |         | Portland (NCAA)      |
| 23      | Vereinigte Staaten | Rickey Paulding     | 23.10.1982 | 1,96 m  | (C)     | BCM Gravelines       |
| 32      | Serbien            | Nemanja Aleksandrov | 10.04.1987 | 2,10 m  |         | La Bruixa d’Or       |
| 7       | Deutschland        | Jan Niklas Wimberg  | 11.02.1996 | 2,03 m  | DL      | Eigene Jugend        |
| 13      | Deutschland        | Marko Bacak         | 14.11.1995 | 2,10 m  | DL      | Alba Berlin          |
|         |                    | Center (C)          |            |         |         |                      |
| 10      | Deutschland        | Dennis Kramer       | 10.01.1992 | 2,09 m  |         | TBB Trier            |
| 41      | Vereinigte Staaten | Brian Qvale         | 03.11.1988 | 2,10 m  |         | Tofas Bursa          |

| Trainer     | Trainer          | Trainer         |
| Nat.        | Name             | Position        |
| ----------- | ---------------- | --------------- |
| Deutschland | Mladen Drijenčić | Headcoach       |
| Spanien     | Mauricio Parra   | Assistant Coach |

| Legende               | Legende             |
| Abk.                  | Bedeutung           |
| --------------------- | ------------------- |
| (C)                   | Mannschaftskapitän  |
| DL                    | Doppellizenzspieler |
| ProB                  | Einsatz in der ProB |
| Quellen               |                     |
| Teamhomepage          |                     |
| Ligahomepage          |                     |
| Stand: 3. August 2014 |                     |

| Legende               | Legende             |
| Abk.                  | Bedeutung           |
| --------------------- | ------------------- |
| (C)                   | Mannschaftskapitän  |
| DL                    | Doppellizenzspieler |
| ProB                  | Einsatz in der ProB |
| Quellen               |                     |
| Teamhomepage          |                     |
| Ligahomepage          |                     |
| Stand: 3. August 2014 |                     |

 Wechsel 2015/16 
Zugänge: Dennis Kramer (TBB Trier), Philipp Schwethelm (Ratiopharm Ulm), Scott Machado (BC Kalev/EST), Brian Qvale (Tofas Bursa/TUR), Vaughn Duggins (SLUC Nancy Basket/FRA), Marko Bacak (Alba Berlin), Klemen Prepelic (KK Union Olimpija/SLO).
Abgänge: Philipp Neumann (Ratiopharm Ulm), Philip Zwiener (Eisbären Bremerhaven), Julius Jenkins (Ziel unbekannt), Adam Chubb (Ziel unbekannt), Casper Ware (Ziel unbekannt), Maurice Stuckey (s.Oliver Baskets), Leo Niehbuhr (Ziel unbekannt).

### Kader 2014/15
| Spieler | Spieler            | Spieler             | Spieler    | Spieler | Spieler | Spieler               |
| Nr.     | Nat.               | Name                | Geburt     | Größe   | Info    | Letzter Verein        |
| ------- | ------------------ | ------------------- | ---------- | ------- | ------- | --------------------- |
|         |                    | Guards (PG, SG)     |            |         |         |                       |
| 5       | Vereinigte Staaten | Casper Ware         | 17.01.1990 | 1,78 m  |         | Philadelphia 76ers    |
| 9       | Deutschland        | Maurice Stuckey     | 30.05.1990 | 1,87 m  |         | s.Oliver Baskets      |
| 4       | Vereinigte Staaten | Chris Kramer        | 04.04.1988 | 1,91 m  |         | s.Oliver Baskets      |
| 21      | Deutschland        | Dominic Lockhart    | 03.07.1994 | 1,97 m  | DL      | VfB Giessen Pointers  |
| 22      | Vereinigte Staaten | Julius Jenkins      | 10.02.1981 | 1,87 m  |         | Brose Baskets Bamberg |
|         |                    | Forwards (SF, PF)   |            |         |         |                       |
|         | Deutschland        | Philip Zwiener      | 23.07.1985 | 2,01 m  |         | Eisbären Bremerhaven  |
| 12      | Deutschland        | Robin Smeulders     | 19.06.1987 | 2,08 m  |         | Portland (NCAA)       |
| 23      | Vereinigte Staaten | Rickey Paulding     | 23.10.1982 | 1,96 m  | (C)     | BCM Gravelines        |
| 32      | Serbien            | Nemanja Aleksandrov | 10.04.1987 | 2,10 m  |         | La Bruixa d’Or        |
| 30      | Deutschland        | Jan Niklas Wimberg  | 11.02.1996 | 2,03 m  | DL      | Eigene Jugend         |
|         |                    | Center (C)          |            |         |         |                       |
| 34      | Deutschland        | Philipp Neumann     | 20.02.1992 | 2,09 m  |         | Brose Baskets         |
| 10      | Deutschland        | Leo Niebuhr         | 04.08.1986 | 2,08 m  | ProB    | Oettinger Rockets     |
| 11      | Vereinigte Staaten | Adam Chubb          | 05.07.1981 | 2,08 m  |         | CAI Saragossa         |

| Trainer     | Trainer          | Trainer         |
| Nat.        | Name             | Position        |
| ----------- | ---------------- | --------------- |
| Deutschland | Mladen Drijenčić | Headcoach       |
| Deutschland | Ralph Held       | Assistant Coach |
| Deutschland | Maxim Hoffmann   | Assistant Coach |

| Legende               | Legende             |
| Abk.                  | Bedeutung           |
| --------------------- | ------------------- |
| (C)                   | Mannschaftskapitän  |
| DL                    | Doppellizenzspieler |
| ProB                  | Einsatz in der ProB |
| Quellen               |                     |
| Teamhomepage          |                     |
| Ligahomepage          |                     |
| Stand: 3. August 2014 |                     |

| Legende               | Legende             |
| Abk.                  | Bedeutung           |
| --------------------- | ------------------- |
| (C)                   | Mannschaftskapitän  |
| DL                    | Doppellizenzspieler |
| ProB                  | Einsatz in der ProB |
| Quellen               |                     |
| Teamhomepage          |                     |
| Ligahomepage          |                     |
| Stand: 3. August 2014 |                     |

### Kader 2013/14
| Spieler | Spieler            | Spieler                   | Spieler    | Spieler | Spieler | Spieler                    |
| Nr.     | Nat.               | Name                      | Geburt     | Größe   | Info    | Letzter Verein             |
| ------- | ------------------ | ------------------------- | ---------- | ------- | ------- | -------------------------- |
|         |                    | Guards (PG, SG)           |            |         |         |                            |
| 5       | Deutschland        | Dominik Bahiense de Mello | 15.02.1985 | 1,90 m  |         | Skyliners Frankfurt        |
| 4       | Vereinigte Staaten | Chris Kramer              | 04.04.1988 | 1,91 m  |         | s.Oliver Baskets           |
| 7       | Vereinigte Staaten | Dru Joyce                 | 29.01.1985 | 1,82 m  |         | TBB Trier                  |
| 21      | Deutschland        | Dominic Lockhart          | 03.07.1994 | 1,97 m  | DL      | VfB Giessen Pointers       |
| 22      | Vereinigte Staaten | Julius Jenkins            | 10.02.1981 | 1,87 m  |         | Brose Baskets Bamberg      |
|         |                    | Forwards (SF, PF)         |            |         |         |                            |
| 10      | Deutschland        | Konrad Wysocki            | 28.03.1983 | 2,02 m  |         | Turów Zgorzelec            |
| 12      | Deutschland        | Robin Smeulders           | 19.06.1987 | 2,08 m  |         | Portland (NCAA/USA)        |
| 23      | Vereinigte Staaten | Rickey Paulding           | 23.10.1982 | 1,96 m  | (C)     | Gravelines Dunkerque (FRA) |
| 25      | Deutschland        | Paul Albrecht             | 02.04.1993 | 2,05 m  | DL      | Science City Jena          |
| 32      | Serbien            | Nemanja Aleksandrov       | 10.04.1987 | 2,10 m  |         | La Bruixa d’Or (ESP)       |
| 9       | Deutschland        | Stefan Wess               | 30.05.1994 | 2,03 m  | DL      | Eigene Jugend              |
| 30      | Deutschland        | Jan Niklas Wimberg        | 11.02.1996 | 2,03 m  | DL      | Eigene Jugend              |
| 33      | Deutschland        | Alexander Witte           | 03.04.1990 | 2,07 m  | DL      | Eigene Jugend              |
|         |                    | Center (C)                |            |         |         |                            |
| 11      | Vereinigte Staaten | Adam Chubb                | 05.07.1981 | 2,08 m  |         | CAI Saragossa (ESP)        |
| 34      | Deutschland        | Philipp Neumann           | 20.02.1992 | 2,10 m  |         | Brose Baskets Bamberg      |
| 13      | Vereinigte Staaten | Travon Bryant             | 05.02.1983 | 2,06 m  |         | Cholet Basket (FRA)        |
| 24      | Deutschland        | Jannik Freese             | 13.08.1986 | 2,11 m  |         | Gießen 46ers (FRA)         |

| Trainer     | Trainer             | Trainer         |
| Nat.        | Name                | Position        |
| ----------- | ------------------- | --------------- |
| Deutschland | Sebastian Machowski | Headcoach       |
| Deutschland | Ralph Held          | Assistant Coach |
| Deutschland | Philipp Köchling    | Assistant Coach |

| Legende             | Legende             |
| Abk.                | Bedeutung           |
| ------------------- | ------------------- |
| (C)                 | Mannschaftskapitän  |
| DL                  | Doppellizenzspieler |
| Quellen             |                     |
| Teamhomepage        |                     |
| Ligahomepage        |                     |
| Stand: 1. Juni 2014 |                     |

| Legende             | Legende             |
| Abk.                | Bedeutung           |
| ------------------- | ------------------- |
| (C)                 | Mannschaftskapitän  |
| DL                  | Doppellizenzspieler |
| Quellen             |                     |
| Teamhomepage        |                     |
| Ligahomepage        |                     |
| Stand: 1. Juni 2014 |                     |

 Wechsel 2013/14 
Zugänge: Philipp Neumann (Brose Baskets Bamberg), Nemanja Aleksandrov (La Bruixa d’Or), Travon Bryant (Cholet Basket).
Abgänge: Ronald Burrell (medi Bayreuth), Andrea Crosariol (bis 01/2014 im Kader).

### Kader 2012/13
| Spieler | Spieler            | Spieler                   | Spieler    | Spieler | Spieler | Spieler                    |
| Nr.     | Nat.               | Name                      | Geburt     | Größe   | Info    | Letzter Verein             |
| ------- | ------------------ | ------------------------- | ---------- | ------- | ------- | -------------------------- |
|         |                    | Guards (PG, SG)           |            |         |         |                            |
| 4       | Vereinigte Staaten | Chris Kramer              | 04.04.1988 | 1,91 m  |         | s.Oliver Baskets           |
| 5       | Deutschland        | Dominik Bahiense de Mello | 15.02.1985 | 1,89 m  |         | Skyliners Frankfurt        |
| 7       | Vereinigte Staaten | Dru Joyce                 | 29.01.1985 | 1,82 m  |         | TBB Trier                  |
| 21      | Deutschland        | Anselm Hartmann           | 12.02.1993 | 1,91 m  | DL      | Eigene Jugend              |
| 20      | Deutschland        | Kevin Smit                | 06.04.1991 | 1,82 m  | DL      | Eigene Jugend              |
| 22      | Vereinigte Staaten | Julius Jenkins            | 10.02.1981 | 1,87 m  |         | Brose Baskets Bamberg      |
| 32      | Vereinigte Staaten | Mustafa Abdul-Hamid       | 02.06.1988 | 1,88 m  |         | KK Krka Novo mesto (SVN)   |
|         |                    | Forwards (SF, PF)         |            |         |         |                            |
| 10      | Deutschland        | Konrad Wysocki            | 28.03.1982 | 2,02 m  |         | Turów Zgorzelec (POL)      |
| 12      | Deutschland        | Robin Smeulders           | 19.06.1987 | 2,06 m  |         | Portland (NCAA/USA)        |
| 23      | Vereinigte Staaten | Rickey Paulding           | 23.10.1982 | 1,96 m  | (C)     | Gravelines Dunkerque (FRA) |
| 25      | Deutschland        | Paul Albrecht             | 02.04.1993 | 2,05 m  | DL      | Science City Jena          |
| 30      | Vereinigte Staaten | Ronald Burrell            | 21.07.1983 | 2,04 m  |         | Asseco Prokom Gdynia (POL) |
|         |                    | Center (C)                |            |         |         |                            |
| 11      | Vereinigte Staaten | Adam Chubb                | 05.07.1981 | 2,08 m  |         | CAI Saragossa (ESP)        |
| 24      | Deutschland        | Jannik Freese             | 13.08.1986 | 2,11 m  |         | Gießen 46ers               |

| Trainer     | Trainer             | Trainer         |
| Nat.        | Name                | Position        |
| ----------- | ------------------- | --------------- |
| Deutschland | Sebastian Machowski | Headcoach       |
| Deutschland | Ralph Held          | Assistant Coach |
| Deutschland | Philipp Köchling    | Assistant Coach |

| Legende                   | Legende             |
| Abk.                      | Bedeutung           |
| ------------------------- | ------------------- |
| (C)                       | Mannschaftskapitän  |
| DL                        | Doppellizenzspieler |
| Quellen                   |                     |
| Teamhomepage              |                     |
| Ligahomepage              |                     |
| Stand: 23. September 2012 |                     |

| Legende                   | Legende             |
| Abk.                      | Bedeutung           |
| ------------------------- | ------------------- |
| (C)                       | Mannschaftskapitän  |
| DL                        | Doppellizenzspieler |
| Quellen                   |                     |
| Teamhomepage              |                     |
| Ligahomepage              |                     |
| Stand: 23. September 2012 |                     |

 Wechsel 2012/13 
Zugänge: Konrad Wysocki (Turów Zgorzelec/POL), Sebastian Machowski (Trainer/New Yorker Phantoms), Chris Kramer (s.Oliver Baskets), Dru Joyce (TBB Trier), Julius Jenkins (Brose Baskets), Philipp Köchling (Assistant Coach/New Yorker Phantoms), Paul Albrecht (Science City Jena), Mustafa Abdul-Hamid (KK Krka Novo mesto/SVN).
Abgänge: Bobby Brown (Montepaschi Siena/ITA), Kenny Hasbrouck (Virtus Bologna/ITA), Frederik Jörg (Eastern Washington Eagles, NCAA), Sead Sehovic (Fabi Shoes Montegranaro/ITA), Christopher Razis (Ziel unbekannt), Milan Majstorović (Ziel unbekannt), Srdjan Klarić (Assistant Coach/Ziel unbekannt)

### Kader 2011/12
| Spieler | Spieler            | Spieler                   | Spieler    | Spieler | Spieler | Spieler                             |
| Nr.     | Nat.               | Name                      | Geburt     | Größe   | Info    | Letzter Verein                      |
| ------- | ------------------ | ------------------------- | ---------- | ------- | ------- | ----------------------------------- |
|         |                    | Guards (PG, SG)           |            |         |         |                                     |
| 5       | Deutschland        | Dominik Bahiense de Mello | 15.02.1985 | 1,89 m  |         | Skyliners Frankfurt                 |
| 4       | Vereinigte Staaten | Bobby Brown               | 24.09.1984 | 1,88 m  |         | Aris Saloniki (GRE)                 |
| 9       | Deutschland        | Christopher Razis         | 07.07.1989 | 1,93 m  |         | ENAD (CYP)                          |
| 18      | Deutschland        | Anselm Hartmann           | 12.02.1993 | 1,91 m  | DL      | Eigene Jugend                       |
| 20      | Deutschland        | Kevin Smit                | 06.04.1991 | 1,82 m  | DL      | Eigene Jugend                       |
| 41      | Vereinigte Staaten | Kenny Hasbrouck           | 24.08.1986 | 1,91 m  |         | Meridiano Alicante (ESP)            |
| 19      | Vereinigte Staaten | Jay-R Strowbridge         | 19.02.1988 | 1,80 m  |         | Rio Grande Valley Vipers (D-League) |
|         |                    | Forwards (SF, PF)         |            |         |         |                                     |
| 10      | Serbien            | Milan Majstorovic         | 28.01.1983 | 2,07 m  |         | Assignia Manresa (ESP)              |
| 12      | Deutschland        | Robin Smeulders           | 19.06.1987 | 2,06 m  |         | Portland (NCAA/USA)                 |
| 22      | Montenegro         | Sead Sehovic              | 22.08.1989 | 1,99 m  |         | FK Budućnost Podgorica (MNE)        |
| 23      | Vereinigte Staaten | Rickey Paulding           | 23.10.1982 | 1,96 m  | (C)     | Gravelines Dunkerque (FRA)          |
| 30      | Vereinigte Staaten | Ronald Burrell            | 21.07.1983 | 2,04 m  |         | Asseco Prokom Gdynia (POL)          |
|         |                    | Center (C)                |            |         |         |                                     |
| 11      | Vereinigte Staaten | Adam Chubb                | 05.07.1981 | 2,08 m  |         | CAI Saragossa (ESP)                 |
| 24      | Deutschland        | Jannik Freese             | 13.08.1986 | 2,11 m  |         | Gießen 46ers                        |
| 40      | Deutschland        | Frederik Jörg             | 11.08.1992 | 2,13 m  | DL      | SC Bayer 05 Uerdingen               |

| Trainer                 | Trainer       | Trainer         |
| Nat.                    | Name          | Position        |
| ----------------------- | ------------- | --------------- |
| Deutschland             | Ralph Held    | Headcoach       |
| Bosnien und Herzegowina | Srdjan Klarić | Assistant Coach |

| Legende                | Legende             |
| Abk.                   | Bedeutung           |
| ---------------------- | ------------------- |
| (C)                    | Mannschaftskapitän  |
| DL                     | Doppellizenzspieler |
| Quellen                |                     |
| Teamhomepage           |                     |
| Ligahomepage           |                     |
| Stand: 30. August 2011 |                     |

| Legende                | Legende             |
| Abk.                   | Bedeutung           |
| ---------------------- | ------------------- |
| (C)                    | Mannschaftskapitän  |
| DL                     | Doppellizenzspieler |
| Quellen                |                     |
| Teamhomepage           |                     |
| Ligahomepage           |                     |
| Stand: 30. August 2011 |                     |

 Wechsel 2011/12 
Zugänge: Christopher Razis (ENAD/CYP), Dominik Bahiense de Mello (Skyliners Frankfurt), Adam Chubb (CAI Saragossa/ESP), Ronald Burrell (Asseco Prokom Gdynia/POL), Kenny Hasbrouck (Meridiano Alicante/ESP), Bobby Brown (Aris Saloniki/GRE), Milan Majstorovic (Assignia Manresa/ESP), Jannik Freese (Gießen 46ers), Sead Sehovic (FK Budućnost Podgorica/MNE), Jay-R Strowbridge (Rio Grande Valley Vipers (D-League/USA))
Abgänge: Christopher McNaughton (Eisbären Bremerhaven), Luka Bogdanovic (Cajasol Sevilla/ESP), Daniel Hain (Telekom Baskets Bonn), Aron Baynes (Ikaros Kallithea), Oliver Stevic (Ziel unbekannt), Louis Campbell (Walter Tigers Tübingen), Eddie Gill (Townsville Crocodiles/AUS), Mindaugas Lukauskis (Basket Barcellona/ITA), Acha Njei (unbekannt), Djordje Micic (PGE Basket Poznań/POL), Predrag Krunić (Trainer, beurlaubt im März 2012)
 Kader 2010/11 
Trainerstab:
| Name           | Position       |
| -------------- | -------------- |
| Predrag Krunić | Headcoach      |
| Ralph Held     | Assistantcoach |
| Srdjan Klarić  | Assistantcoach |

Spieler:
| Nummer | Name                   | Körpergröße | Geburtsjahr | Nationalität  | Position       |
| ------ | ---------------------- | ----------- | ----------- | ------------- | -------------- |
| 4      | Djordje Micic          | 194 cm      | 1983        | Serbe         | Guard          |
| 5      | Mindaugas Lukauskis    | 198 cm      | 1979        | Litauer       | Guard/Forward  |
| 7      | Eddie Gill             | 183 cm      | 1978        | US-Amerikaner | Guard          |
| 9      | Acha Njei              | 190 cm      | 1985        | Deutscher     | Guard          |
| 11     | Aron Baynes            | 208 cm      | 1986        | Australier    | Center         |
| 12     | Robin Smeulders        | 205 cm      | 1987        | Deutscher     | Forward        |
| 13     | Louis Campbell         | 190 cm      | 1979        | US-Amerikaner | Guard          |
| 15     | Joscha Kolnisko        | 201 cm      | 1990        | Deutscher     | Forward        |
| 17     | Oliver Stevic          | 204 cm      | 1984        | Bosnier       | Forward/Center |
| 18     | Alexander Witte        | 206 cm      | 1990        | Deutscher     | Forward        |
| 19     | Daniel Hain            | 196 cm      | 1985        | Deutscher     | Guard          |
| 21     | Luka Bogdanovic        | 204 cm      | 1985        | Serbe         | Forward        |
| 23     | Rickey Paulding        | 196 cm      | 1982        | US-Amerikaner | Guard/Forward  |
| 32     | Christopher McNaughton | 211 cm      | 1982        | Deutscher     | Center         |

Doppellizenzen mit dem OTB: Joscha Kolnisko, Alexander Witte
Zugänge: Christopher McNaughton (BG 74 Göttingen), Louis Campbell (Eisbären Bremerhaven), Robin Smeulders (University of Portland/USA), Aron Baynes (Lietuvos rytas Vilnius/LIT), Steven Smith (Ironi Nahariya/ISR – nicht mehr im Kader), Oliver Stevic (KK Crvena Zvezda/SRB), Nemanja Protic (FMP Železnik Belgrad/SRB – nicht mehr im Kader), Mindaugas Lukauskis (Asvel Villeurbanne/FRA), Djordje Micic (KK Napredak Rubin Krusevac/SRB), Eddie Gill (BASE Oostende/BEL), Luka Bogdanovic (Chorale Roanne/FRA)
Abgänge: Marco Buljevic (ETB Wohnbau Baskets Essen), Je'Kel Foster (Vanoli Cremona/Italien), Jasmin Perković (Vanoli Cremona/Italien), Jason Gardner (Karriereende), Ruben Boumtje-Boumtje (Artland Dragons), Daniel Strauch (Karriereende), Marko Scekic (KK Budućnost Podgorica/Montenegro), Milan Majstorovic (Assignia Manresa/Spanien), Joshua Carter (Maccabi Ashdod/ISR), Nemanja Protic (im Kader bis 12/2010 – Khimik Yuzny/UKR), Steven Smith (im Kader bis 12/2010 – Panellinios Athen)
2009/10
Trainerstab:
| Name           | Position       |
| -------------- | -------------- |
| Predrag Krunić | Headcoach      |
| Ralph Held     | Assistantcoach |
| Srdjan Klarić  | Assistantcoach |
| Wiebke Redlin  | Athleticcoach  |

Spieler:
| Nummer | Name                  | Körpergröße | Geburtsdatum | Nationalität  | Position       |
| ------ | --------------------- | ----------- | ------------ | ------------- | -------------- |
| 4      | Marko Scekic          | 205 cm      | 23.05.1981   | Bosnier       | Forward/Center |
| 5      | Marco Buljevic        | 196 cm      | 26.03.1987   | Deutscher     | Guard          |
| 6      | Daniel Strauch        | 206 cm      | 08.01.1981   | Deutscher     | Forward        |
| 8      | Je'Kel Foster         | 191 cm      | 22.07.1983   | US-Amerikaner | Guard          |
| 9      | Acha Njei             | 190 cm      | 19.03.1985   | Deutscher     | Guard          |
| 10     | Milan Majstorovic     | 207 cm      | 28.01.1983   | Serbe         | Forward        |
| 12     | Jasmin Perković       | 203 cm      | 25.12.1980   | Kroate        | Forward/Center |
| 14     | Alexander Witte       | 207 cm      | 03.04.1990   | Deutscher     | Forward        |
| 15     | Joscha Kolnisko       | 201 cm      | 31.08.1990   | Deutscher     | Forward        |
| 18     | Leif Troelenberg      | 193 cm      | 12.12.1990   | Deutscher     | Guard          |
| 19     | Daniel Hain           | 196 cm      | 19.07.1985   | Deutscher     | Guard          |
| 22     | Jason Gardner         | 178 cm      | 14.11.1980   | US-Amerikaner | Guard          |
| 23     | Rickey Paulding       | 196 cm      | 23.10.1982   | US-Amerikaner | Guard/Forward  |
| 24     | Joshua Carter         | 200 cm      | 20.11.1986   | US-Amerikaner | Guard/Forward  |
| 44     | Ruben Boumtje-Boumtje | 212 cm      | 20.05.1978   | Kameruner     | Center         |

Doppellizenzen mit dem OTB: Leif Troelenberg, Alexander Witte, Joscha Kolnisko
Zugänge: Joshua Carter (Texas A&M/USA), Acha Njei (Bremen Roosters), Bryan Bailey (nachverpflichtet)
Abgänge: Miladin Peković (TBB Trier), Jonathan Wallace (Rio Grande Valley Vipers/USA), Bryan Bailey (bis Dezember 2009 im Kader/Ziel unbekannt)
2008/2009 
Trainerstab:
| Name           | Position       |
| -------------- | -------------- |
| Predrag Krunić | Headcoach      |
| Ralph Held     | Assistantcoach |
| Srdjan Klarić  | Assistantcoach |
| Wiebke Redlin  | Athleticcoach  |

Spieler:
| Nummer | Name                  | Körpergröße | Geburtsdatum | Nationalität  | Position       |
| ------ | --------------------- | ----------- | ------------ | ------------- | -------------- |
| 4      | Marko Scekic          | 205 cm      | 23.05.1981   | Bosnier       | Forward/Center |
| 5      | Marco Buljevic        | 196 cm      | 26.03.1987   | Deutscher     | Guard          |
| 6      | Daniel Strauch        | 206 cm      | 08.01.1981   | Deutscher     | Forward        |
| 7      | Jonathan Wallace      | 186 cm      | 16.05.1986   | US-Amerikaner | Guard          |
| 8      | Je'Kel Foster         | 191 cm      | 22.07.1983   | US-Amerikaner | Guard          |
| 10     | Milan Majstorovic     | 207 cm      | 28.01.1983   | Serbe         | Forward        |
| 12     | Jasmin Perković       | 203 cm      | 25.12.1980   | Kroate        | Forward/Center |
| 19     | Daniel Hain           | 196 cm      | 19.07.1985   | Deutscher     | Guard/Forward  |
| 22     | Jason Gardner         | 178 cm      | 14.11.1980   | US-Amerikaner | Guard          |
| 23     | Rickey Paulding       | 196 cm      | 23.10.1982   | US-Amerikaner | Guard/Forward  |
| 33     | Miladin Peković       | 198 cm      | 18.06.1983   | Serbe         | Guard/Forward  |
| 44     | Ruben Boumtje-Boumtje | 212 cm      | 20.05.1978   | Kameruner     | Center         |

2007/08
Trainerstab:
| Name           | Position       |
| -------------- | -------------- |
| Predrag Krunić | Headcoach      |
| Ralph Held     | Assistantcoach |
| Wiebke Redlin  | Athleticcoach  |

Spieler:
| Nummer | Name                  | Körpergröße | Geburtsdatum | Nationalität  | Position       |
| ------ | --------------------- | ----------- | ------------ | ------------- | -------------- |
| 5      | Branimir Longin       | 195 cm      | 07.02.1978   | Kroate        | Guard/Forward  |
| 6      | Daniel Strauch        | 206 cm      | 08.01.1981   | Deutscher     | Forward        |
| 7      | Dan McClintock        | 211 cm      | 19.04.1977   | US-Amerikaner | Center         |
| 10     | Milan Majstorovic     | 207 cm      | 28.01.1983   | Serbe         | Forward        |
| 12     | Jasmin Perković       | 203 cm      | 25.12.1980   | Kroate        | Forward/Center |
| 15     | Branislav Ratkovica   | 192 cm      | 27.07.1985   | Serbe         | Guard          |
| 19     | Daniel Hain           | 196 cm      | 19.07.1985   | Deutscher     | Guard/Forward  |
| 21     | Mirko Anastasov       | 206 cm      | 03.11.1984   | Deutscher     | Forward        |
| 22     | Jason Gardner         | 178 cm      | 14.11.1980   | US-Amerikaner | Guard          |
| 23     | Rickey Paulding       | 196 cm      | 23.10.1982   | US-Amerikaner | Guard/Forward  |
| 33     | Miladin Peković       | 198 cm      | 18.06.1983   | Serbe         | Guard/Forward  |
| 44     | Ruben Boumtje-Boumtje | 212 cm      | 20.05.1978   | Kameruner     | Center         |

2006/07 
Trainerstab:
| Name          | Position       |
| ------------- | -------------- |
| Don Beck      | Headcoach      |
| Ralph Held    | Assistantcoach |
| Wiebke Redlin | Athleticcoach  |

Spieler:
| Nummer | Name                | Körpergröße | Geburtsdatum | Nationalität  | Position      |  |
| ------ | ------------------- | ----------- | ------------ | ------------- | ------------- |  |
| 6      | Daniel Strauch      | 206 cm      | 08.01.1981   | Deutscher     | Forward       |  |
| 7      | Desmond Penigar     | 201 cm      | 16.07.1981   | US-Amerikaner | Forward       |  |
| 10     | Armin Willemsen     | 201 cm      | 27.01.1985   | Deutscher     | Forward       |  |
| 11     | Carl Krauser        | 188 cm      | 13.05.1981   | US-Amerikaner | Guard         |  |
| 14     | Tyron-Clement McCoy | 194 cm      | 20.11.1972   | US-Amerikaner | Guard         |  |
| 21     | Ajmal Basit         | 206 cm      | 17.09.1978   | US-Amerikaner | Center        |  |
| 24     | Terry Black         | 195 cm      | 15.09.1978   | US-Amerikaner | Guard/Forward |  |
| 30     | Doron Perkins       | 188 cm      | 06.05.1983   | US-Amerikaner | Guard         |  |
| 40     | D’or Fischer        | 208 cm      | 12.10.1981   | US-Amerikaner | Center        |  |
|        | Maximilian Gottwald | 199 cm      | 14.11.1986   | Deutscher     | Forward       |  |
|        | Dan Grunfeld        | 196 cm      | 07.02.1984   | US-Amerikaner | Guard         |  |
|        | Saulius Kuzminskas  | 211 cm      | 30.05.1982   | Litauer       | Center        |  |
|        | Tim Modersitzki     | 196 cm      | 30.07.1985   | Deutscher     | Guard/Forward |  |
|        | Heiko Schaffartzik  | 183 cm      | 03.01.1984   | Deutscher     | Guard         |  |

## Nachwuchsförderung und Kooperationen
Nachwuchsförderung findet bei den EWE Baskets unter der Marke EWE Baskets Juniors statt. Kooperationspartner sind der Oldenburger Turnerbund (OTB) und die TSG Westerstede. Die EWE Baskets Juniors umfassen die Mannschaften in der NBBL und JBBL.
Im Herrenbereich wurden Oldenburger Nachwuchsspieler bis 2012 in der 1. Regionalliga gefördert. In der Saison 2011/12 gelang mit einer Bilanz von 20 Siegen aus 22 Spielen der souveräne Aufstieg in die 2. Bundesliga Pro B. Von 2012 bis 2020 spielte die Mannschaft erst unter dem Namen Baskets Akademie Weser-Ems/Oldenburger TB, später als Baskets Juniors Oldenburg in der dritthöchsten deutschen Liga. In der zweiten Spielzeit nach dem Aufstieg (2013/14) gelang die Meisterschaft in der ProB, man verzichtete jedoch auf die Wahrnehmung des Aufstiegsrechts. In der Spielzeit 2014/15 gelang die Verteidigung der ProB-Meisterschaft. In der Sommerpause 2020 wurde die Mannschaft aus Kostengründen aus der ProB zurückgezogen und trat anschließend als Baskets Juniors TSG Westerstede in der 1. Regionalliga an.

## Bestmarken

### Spieler

#### Insgesamt

##### Relativ
| Punkte                                        | Rebounds                              | Assists                               | Steals                                      | Blocks                               | Effektivität                                  |
| --------------------------------------------- | ------------------------------------- | ------------------------------------- | ------------------------------------------- | ------------------------------------ | --------------------------------------------- |
| Saison 2001/02 Tyron-Clement McCoy 22,6 (451) | Saison 2003/04 Elvir Ovčina 9,0 (271) | Saison 2016/17 Chris Kramer 6,6 (284) | Saison 2002/03 Tyron-Clement McCoy 2,3 (70) | Saison 2006/07 D’or Fischer 2,6 (87) | Saison 2001/02 Tyron-Clement McCoy 23,8 (476) |

##### Absolut
| Punkte                                | Rebounds                       | Assists                        | Steals                         | Blocks                        | Effektivität                   |
| ------------------------------------- | ------------------------------ | ------------------------------ | ------------------------------ | ----------------------------- | ------------------------------ |
| Saison 2001/02 Tyron-Clement McCoy 43 | Saison 2002/03 Elvir Ovčina 17 | Saison 2016/17 Chris Kramer 13 | Saison 2006/07 Doron Perkins 8 | Saison 2006/07 D’or Fischer 8 | Saison 2002/03 Elvir Ovčina 48 |

| Offensivrebounds              | Defensivrebounds               | Getroffene Dreier                 | Versuchte Dreier                                         | Getroffene Freiwürfe             | Versuchte Freiwürfe              |
| ----------------------------- | ------------------------------ | --------------------------------- | -------------------------------------------------------- | -------------------------------- | -------------------------------- |
| Saison 2002/03 Elvir Ovčina 9 | Saison 2001/02 Elvir Ovčina 13 | Saison 2024/25 Justin Jaworski 11 | Saison 2007/08; 2024/25 Jason Gardner/Justin Jaworski 14 | Saison 2000/01 Clinton Ladine 17 | Saison 2000/01 Clinton Ladine 18 |

#### Vergangene Spielzeiten
Hierbei werden die absolut besten Statistiken gezeigt. Die relativ besten können abweichen.
| Saison  | Punkte                                | Rebounds                        | Assists                       | Steals                       | Blocks                         | Effektivität                   | Siegquote in der BBL         |
| ------- | ------------------------------------- | ------------------------------- | ----------------------------- | ---------------------------- | ------------------------------ | ------------------------------ | ---------------------------- |
| 2017/18 | Rasid Mahalbasic 615 (16,2 pro Spiel) | Rasid Mahalbasic 224 (5,9)      | Mickey McConnell 211 (5,4)    | Rasid Mahalbasic 51 (1,3)    | Rasid Mahalbasic 15 (0,4)      | Rasid Mahalbasic 742 (19,5)    | 23 Siege / 39 Spiele 58,97 % |
| 2016/17 | Rickey Paulding 710 (16,1 pro Spiel)  | Brian Qvale 270 (6,4)           | Chris Kramer 284 (6,6)        | Chris Kramer 94 (2,2)        | Brian Qvale 36 (0,9)           | Chris Kramer 732 (17,0)        | 24 Siege / 44 Spiele 54,55 % |
| 2015/16 | Brian Qvale 554 (15,0 pro Spiel)      | Brian Qvale 233 (6,3)           | Chris Kramer 189 (5,4)        | Chris Kramer 55 (1,6)        | Brian Qvale 41 (1,1)           | Brian Qvale 684 (18,5)         | 28 Siege / 38 Spiele 73,68 % |
| 2014/15 | Adam Chubb 471 (12,7 pro Spiel)       | Adam Chubb 176 (4,8)            | Chris Kramer 161 (4,4)        | Chris Kramer 46 (1,2)        | Philipp Neumann 16 (0,5)       | Adam Chubb 495 (13,4)          | 19 Siege / 37 Spiele 51,35 % |
| 2013/14 | Julius Jenkins 612 (14,6 pro Spiel)   | Chris Kramer 205 (4,7)          | Dru Joyce 176 (4,1)           | Chris Kramer 78 (1,8)        | Andrea Crosariol 44 (2,4)      | Chris Kramer 584 (13,3)        | 30 Siege / 44 Spiele 68,18 % |
| 2012/13 | Julius Jenkins 616 (13,4 pro Spiel)   | Adam Chubb 310 (6,7)            | Dru Joyce 190 (4,0)           | Chris Kramer 65 (1,7)        | Adam Chubb 27 (0,6)            | Adam Chubb 660 (14,4)          | 31 Siege / 47 Spiele 65,96 % |
| 2011/12 | Bobby Brown 576 (16,9 pro Spiel)      | Adam Chubb 290 (8,5)            | Bobby Brown 160 (4,7)         | Kenny Hasbrouck 38 (1,2)     | Adam Chubb 31 (0,9)            | Adam Chubb 639 (18,8)          | 16 Siege / 34 Spiele 47,05 % |
| 2010/11 | Rickey Paulding 494 (12,6 pro Spiel)  | Oliver Stević 264 (6,7)         | Louis Campbell 131 (3,3)      | Mindaugas Lukauskis 54 (1,4) | Aron Baynes 30 (0,8)           | Oliver Stević 571 (14,6)       | 22 Siege / 39 Spiele 56,4 %  |
| 2009/10 | Je'Kel Foster 516 (13,6 pro Spiel)    | Ruben Boumtje-Boumtje 225 (5,9) | Je'Kel Foster 117 (3,1)       | Je'Kel Foster 52 (1,4)       | Ruben Boumtje-Boumtje 46 (1,2) | Je'Kel Foster 485 (12,8)       | 26 Siege / 38 Spiele 68,4 %  |
| 2008/09 | Rickey Paulding 717 (15,6 pro Spiel)  | Ruben Boumtje-Boumtje 300 (6,5) | Jason Gardner 171 (3,7)       | Je'Kel Foster 76 (1,7)       | Ruben Boumtje-Boumtje 49 (1,1) | Rickey Paulding 698 (15,2)     | 34 Siege / 46 Spiele 73,9 %  |
| 2007/08 | Jason Gardner 545 (13,0 pro Spiel)    | Jasmin Perković 227 (5,7)       | Jason Gardner 180 (4,3)       | Jasmin Perković 54 (1,4)     | Ruben Boumtje-Boumtje 38 (1,1) | Jasmin Perković 527 (13,2)     | 25 Siege / 42 Spiele 59,5 %  |
| 2006/07 | Desmond Penigar 561 (16,5)            | Desmond Penigar 226 (6,7)       | Doron Perkins 102 (4,1)       | Desmond Penigar 61 (1,8)     | D’or Fischer 87 (2,6)          | D’or Fischer 567 (16,7)        | 18 Siege / 34 Spiele 52,9 %  |
| 2005/06 | Tyron-Clement McCoy 486 (16,2)        | William Edwars 179 (5,8)        | Kristaps Valters 136 (4,0)    | Tyron-Clement McCoy 47 (1,6) | David Dixon 46 (1,3)           | Tyron-Clement McCoy 426 (14,2) | 17 Siege / 35 Spiele 48,6 %  |
| 2004/05 | Tyron-Clement McCoy 571 (17,3)        | Terry Black 256 (7,8)           | Tyron-Clement McCoy 104 (3,2) | Tyron-Clement McCoy 55 (1,7) | Mike Bernard 50 (1,5)          | Tyron-Clement McCoy 512 (15,5) | 17 Siege / 33 Spiele 51,5 %  |
| 2003/04 | Tyron-Clement McCoy 549 (17,7)        | Elvir Ovčina 271 (9,0)          | Terrel Castle 118 (3,8)       | Tyron-Clement McCoy 53 (1,7) | Elvir Ovčina 20 (0,7)          | Tyron-Clement McCoy 516 (16,7) | 19 Siege / 33 Spiele 57,6 %  |
| 2002/03 | Tyron-Clement McCoy 590 (19,7)        | Elvir Ovčina 244 (9,0)          | Tyron-Clement McCoy 124 (4,1) | Tyron-Clement McCoy 70 (2,3) | Sean McCaw 21 (0,7)            | Tyron-Clement McCoy 649 (21,6) | 16 Siege / 30 Spiele 53,3 %  |
| 2001/02 | Tyron-Clement McCoy 451 (22,6)        | Elvir Ovčina 255 (7,3)          | Tyron-Clement McCoy 74 (3,7)  | Tyron-Clement McCoy 33 (1,7) | Elvir Ovčina 35 (1,0)          | Tyron-Clement McCoy 476 (23,8) | 12 Siege / 35 Spiele 34,3 %  |
| 2000/01 | Andre Kerr 449 (15,5)                 | Rogério Fernandes 249 (7,3)     | Clinton Ladine 89 (2,7)       | Clinton Ladine 33 (1,0)      | Pavel Bečka 17 (0,5)           | Andre Kerr 516 (17,8)          | 13 Siege / 36 Spiele 36,1 %  |

### Team
| Art des Rekords    | Wert   | Gegner           | Saison  | Liga                  |
| ------------------ | ------ | ---------------- | ------- | --------------------- |
| höchster Sieg      | 51     | Phoenix Hagen    | 2012/13 | Basketball-Bundesliga |
| höchste Niederlage | 43     | Real Madrid      | 2009/10 | EuroLeague            |
| meiste Punkte      | 122    | Phoenix Hagen    | 2014/15 | Basketball-Bundesliga |
| wenigste Punkte    | 49     | BC Khimki Moskau | 2008/09 | EuroLeague            |
| meiste Assists     | 32     | Phoenix Hagen    | 2014/15 | Basketball-Bundesliga |
| höchste Siegquote  | 73,9 % |                  | 2008/09 | Basketball-Bundesliga |
| Siegesserie        | 12     |                  | 2015/16 | Basketball-Bundesliga |
| Niederlagenserie   | 9      |                  | 2001/02 | Basketball-Bundesliga |
| Punkte pro Spiel   | 87,0   |                  | 2002/03 | Basketball-Bundesliga |

## Nicht mehr zu vergebende Trikotnummern
Es handelt sich um Trikotnummern von verdienten Spielern, die zu Ehren dieser Spieler nicht mehr vergeben werden.
- 06 – Daniel Strauch
- 08 – Pavel Bečka
- 14 – Tyron-Clement McCoy
- 23 – Rickey Paulding

## Fans

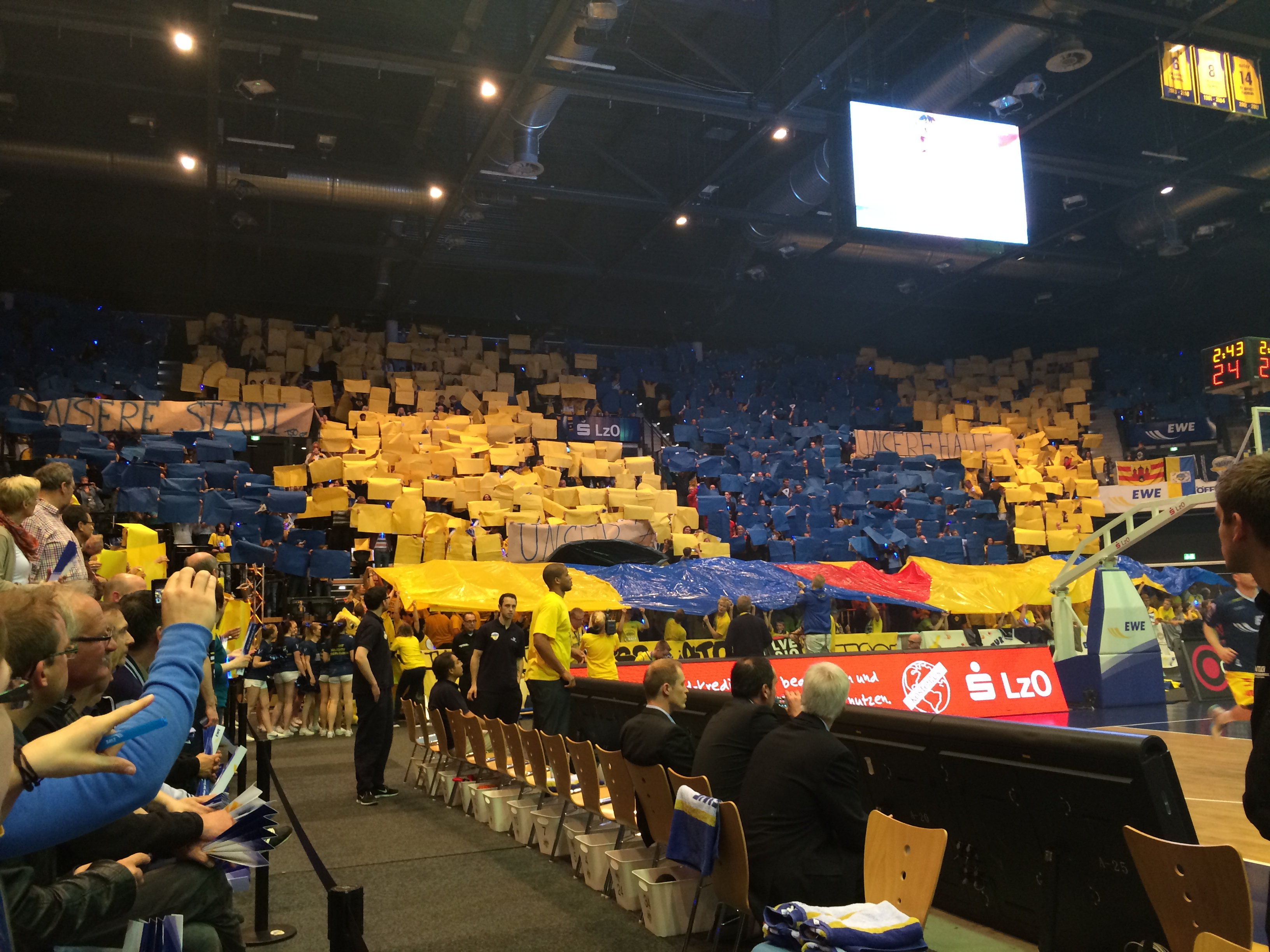
Choreo der EWE Baskets Oldenburg zu den BEKO BBL Playoffs 2014.

Seit der Aufstiegssaison gibt es den offiziellen Fanclub namens Flying Moins e. V.
Zu Beginn der Krunic-Ära gründete sich die Faninitiative Thunderstorm Oldenburg, die eher die jüngere Fan-Generation ansprach und der größte Fanclub der EWE Baskets Oldenburg wurde. Die TSO organisieren die Auswärtsfahrten der Baskets sowie Choreos bei den Heimspielen.

## Spielstätte

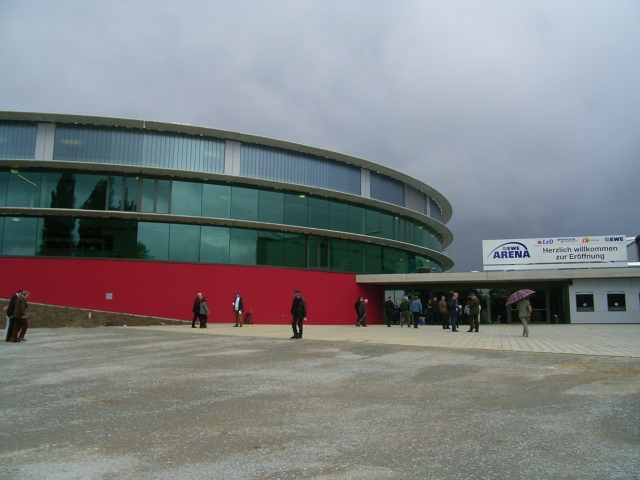
Bis 2013 die Heimspielstätte der Donnervögel

| bis 2000/01    | Haareneschhalle                                    |
| bis 2004/05    | Weser-Ems-Halle                                    |
| seit 2005/06   | EWE Arena                                          |
| Saison 2009/10 | Weser-Ems-Halle und ÖVB-Arena für Euroleaguespiele |
| seit 2013      | Große EWE Arena                                    |